# Biserica reformată din Aghireșu

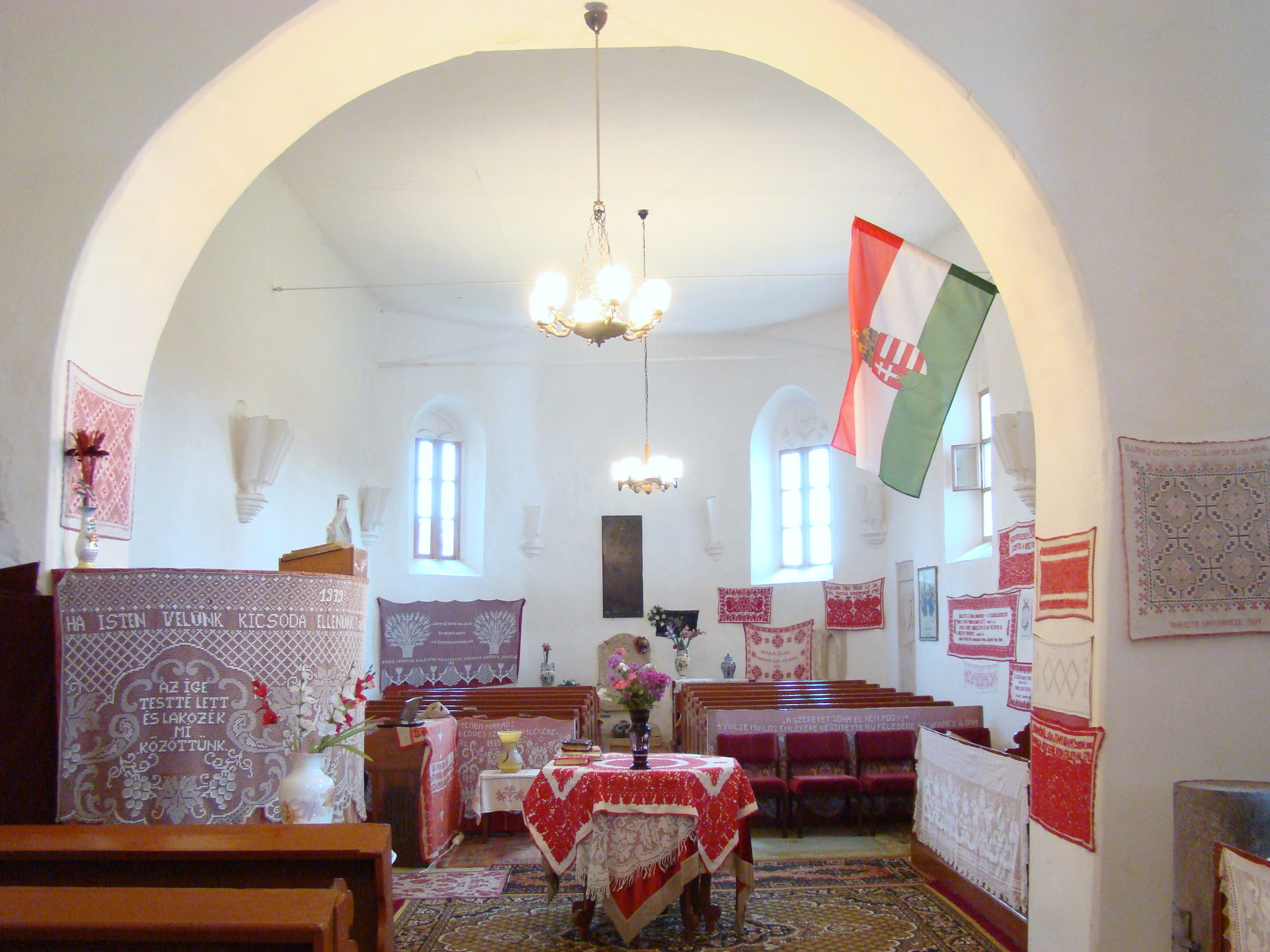
Interiorul bisericii reformate din Aghireșu

Biserica reformată din Aghireșu este un monument istoric aflat pe teritoriul satului Aghireșu; comuna Aghireșu

## Localitatea
Aghireșu (în maghiară Egeres, în germană Erldorf) este satul de reședință al comunei cu același nume din județul Cluj, Transilvania, România. Prima menționare documentară a satului Aghireșu este din anul 1263.
În Evul Mediu a fost un sat preponderent maghiar, aparținând Abației Benedictine de la Cluj-Mănăștur.

## Biserica
A fost edificată pe parcursul secolelor XIII-XV (inițial romano-catolică, cu hramul Sf. Martin), cu elemente de arhitectură și sculptură gotice, cu interferențe renascentiste. În această biserică se află mormântul lui Gábor Bocskai (1616).

## Imagini din exterior

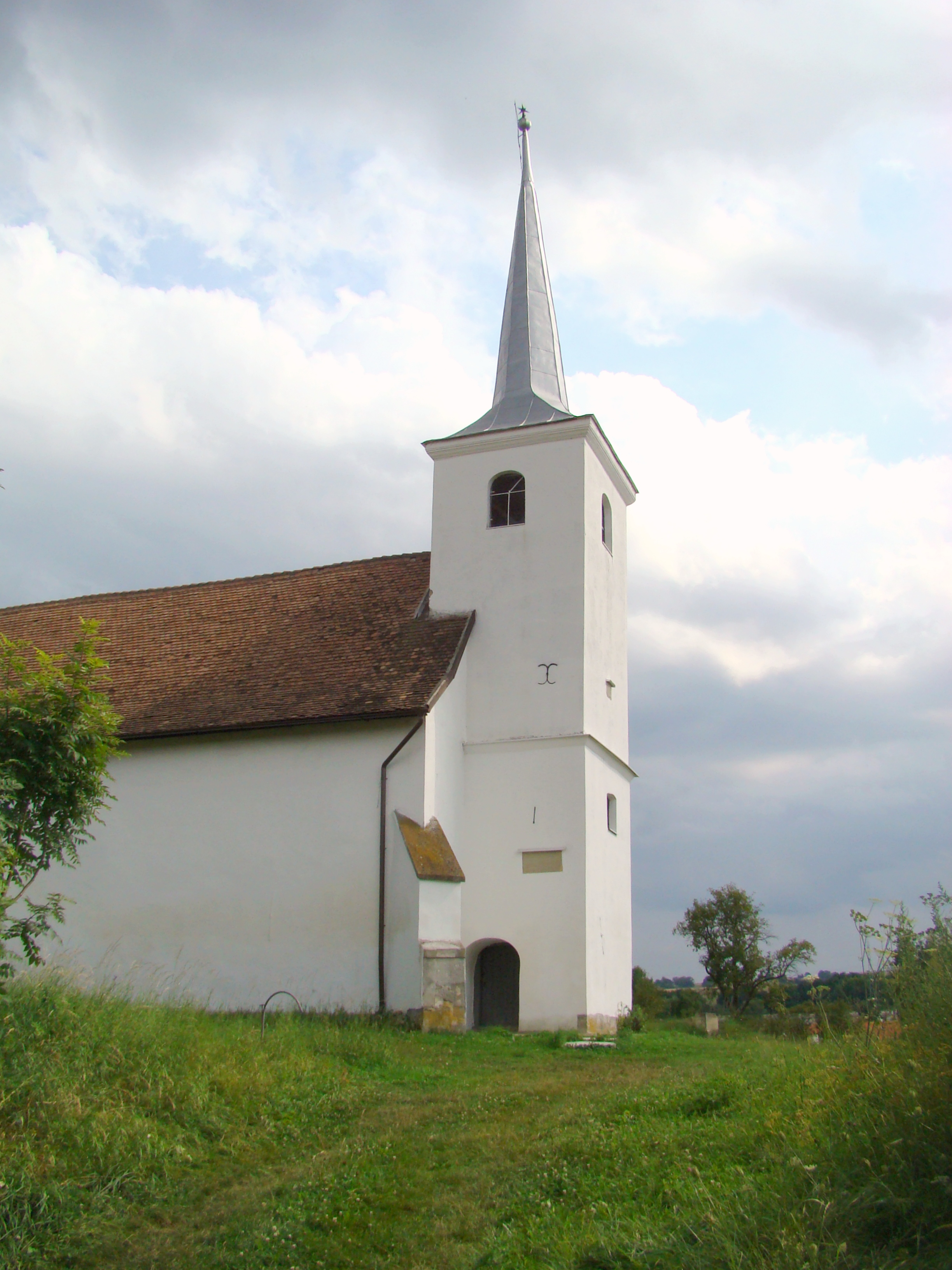
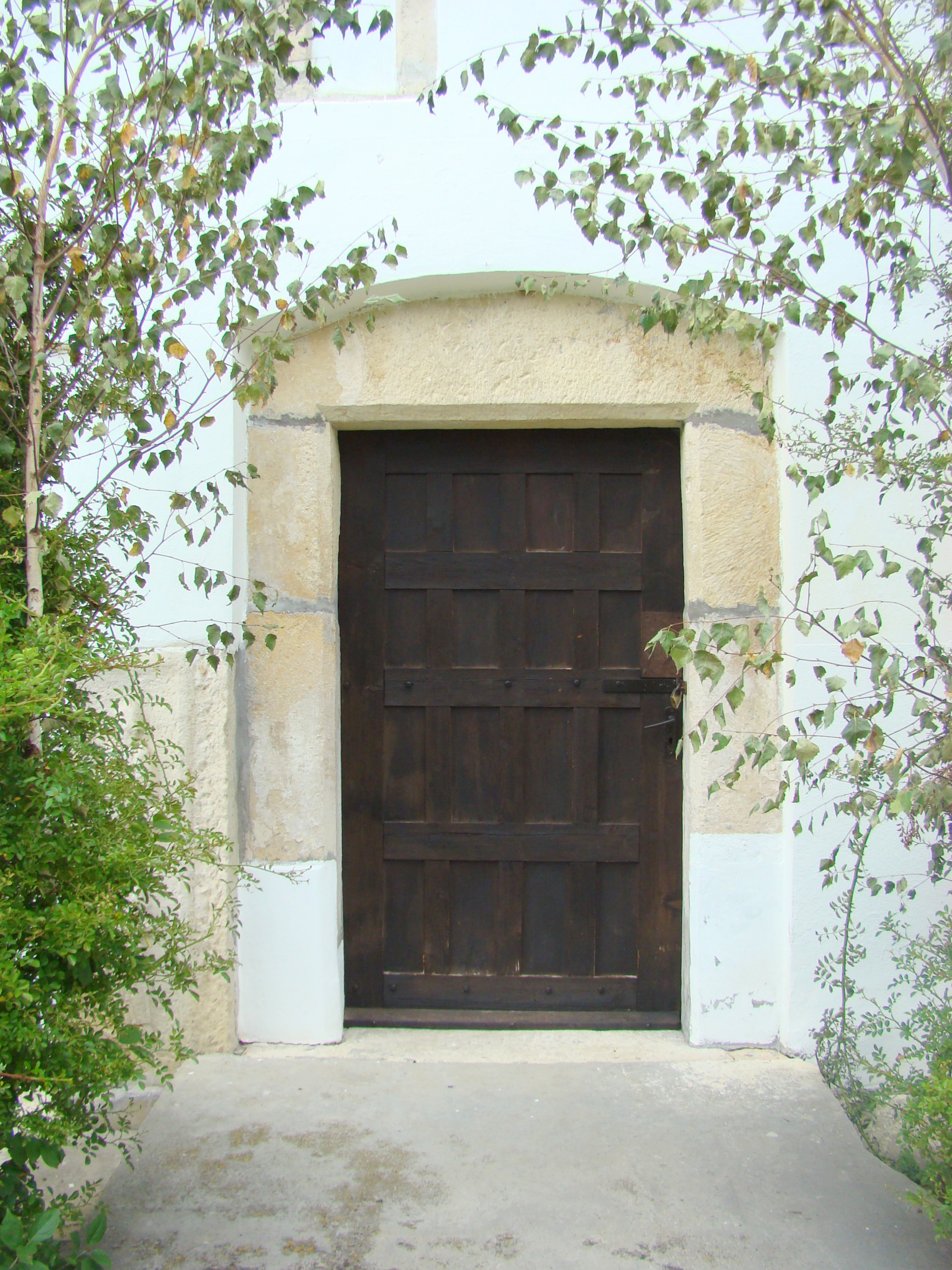
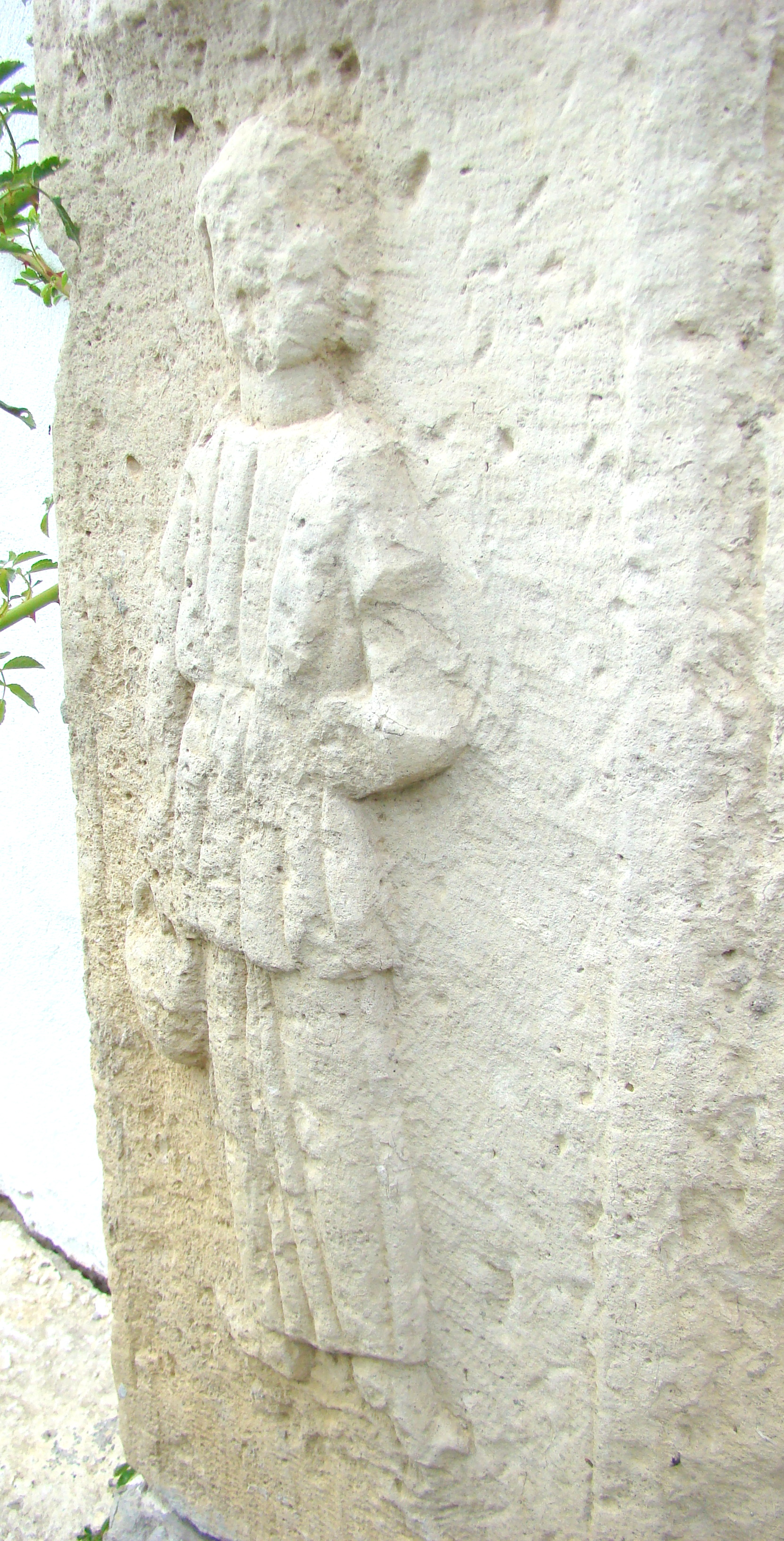
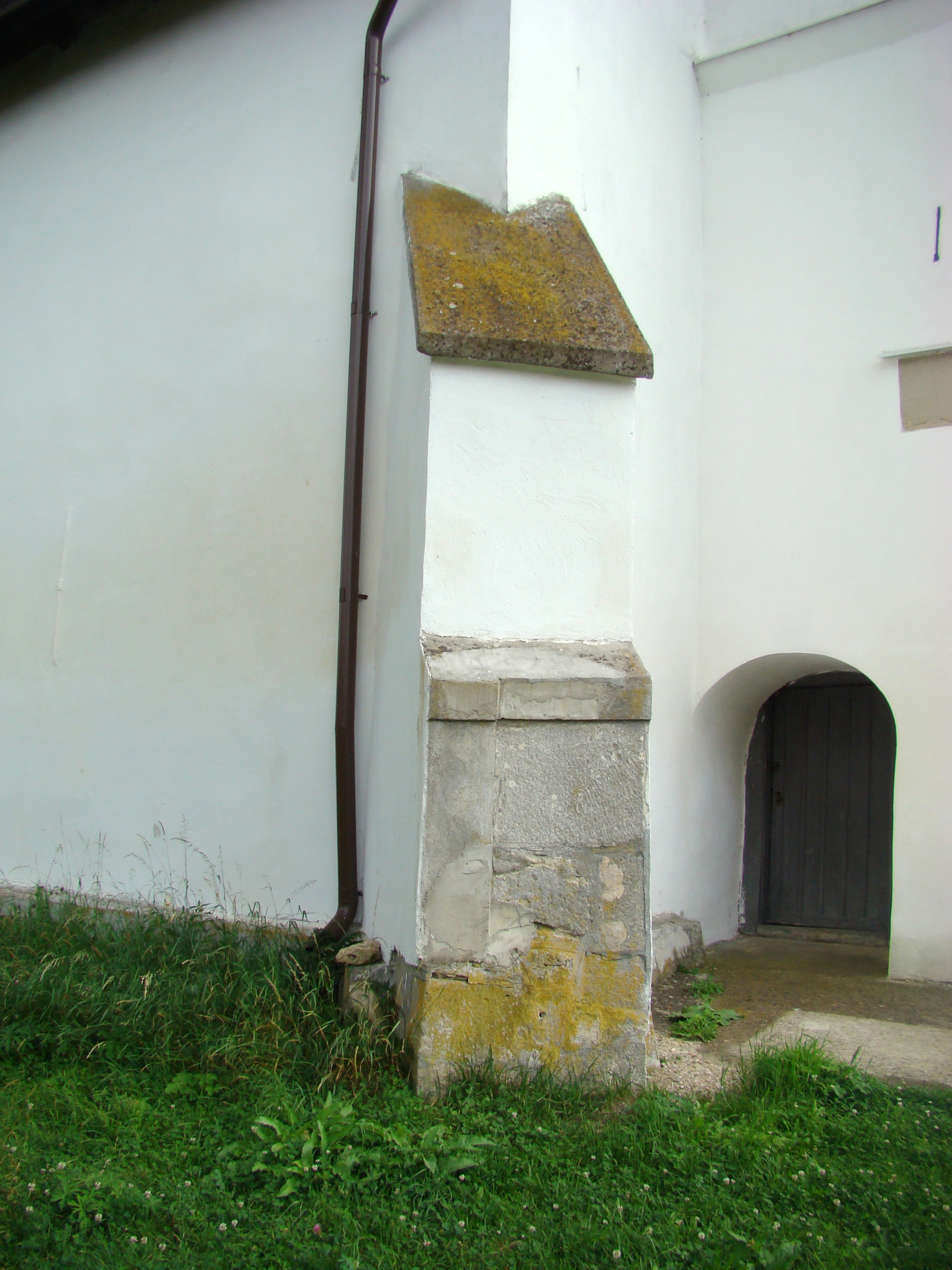
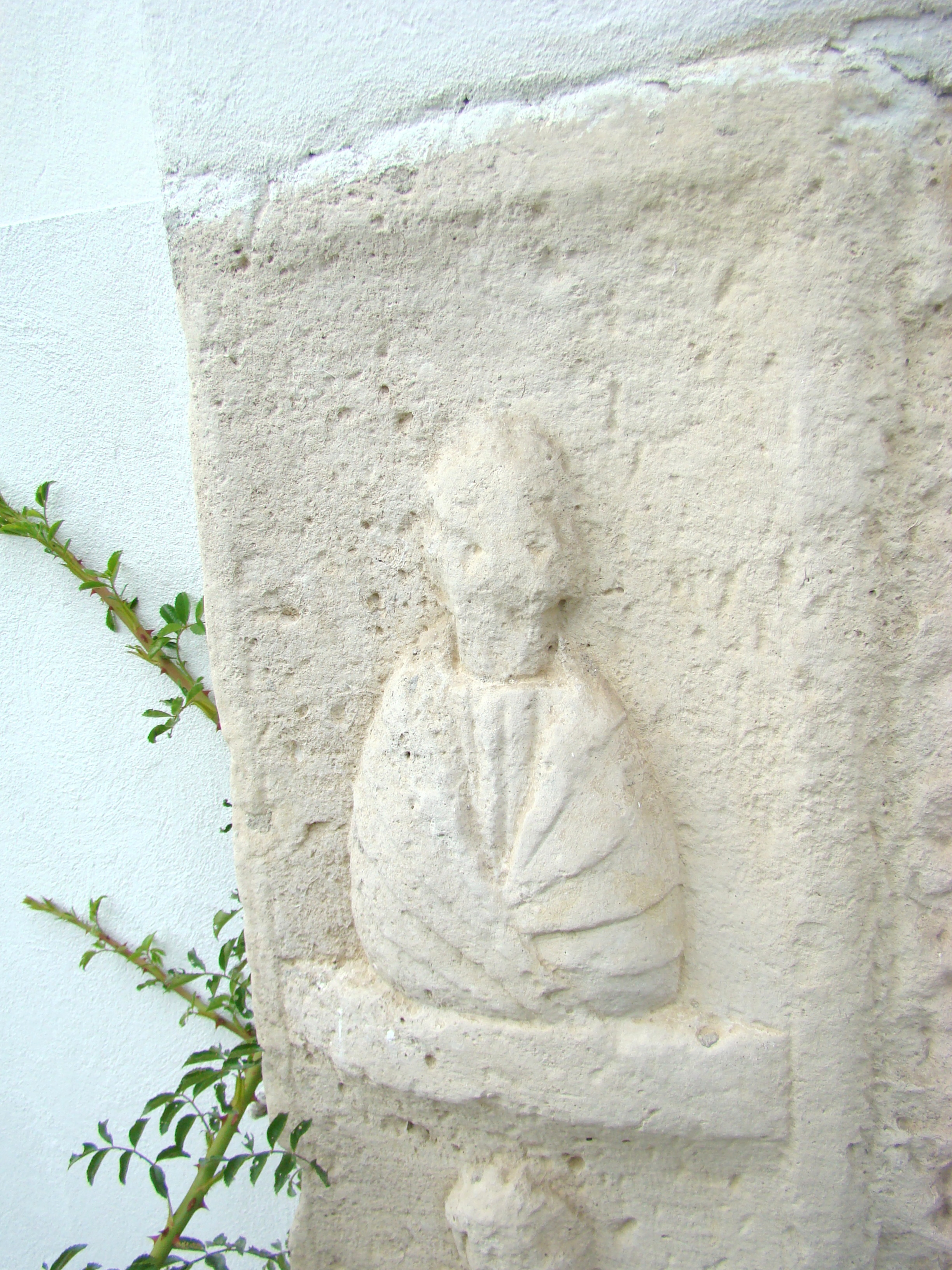
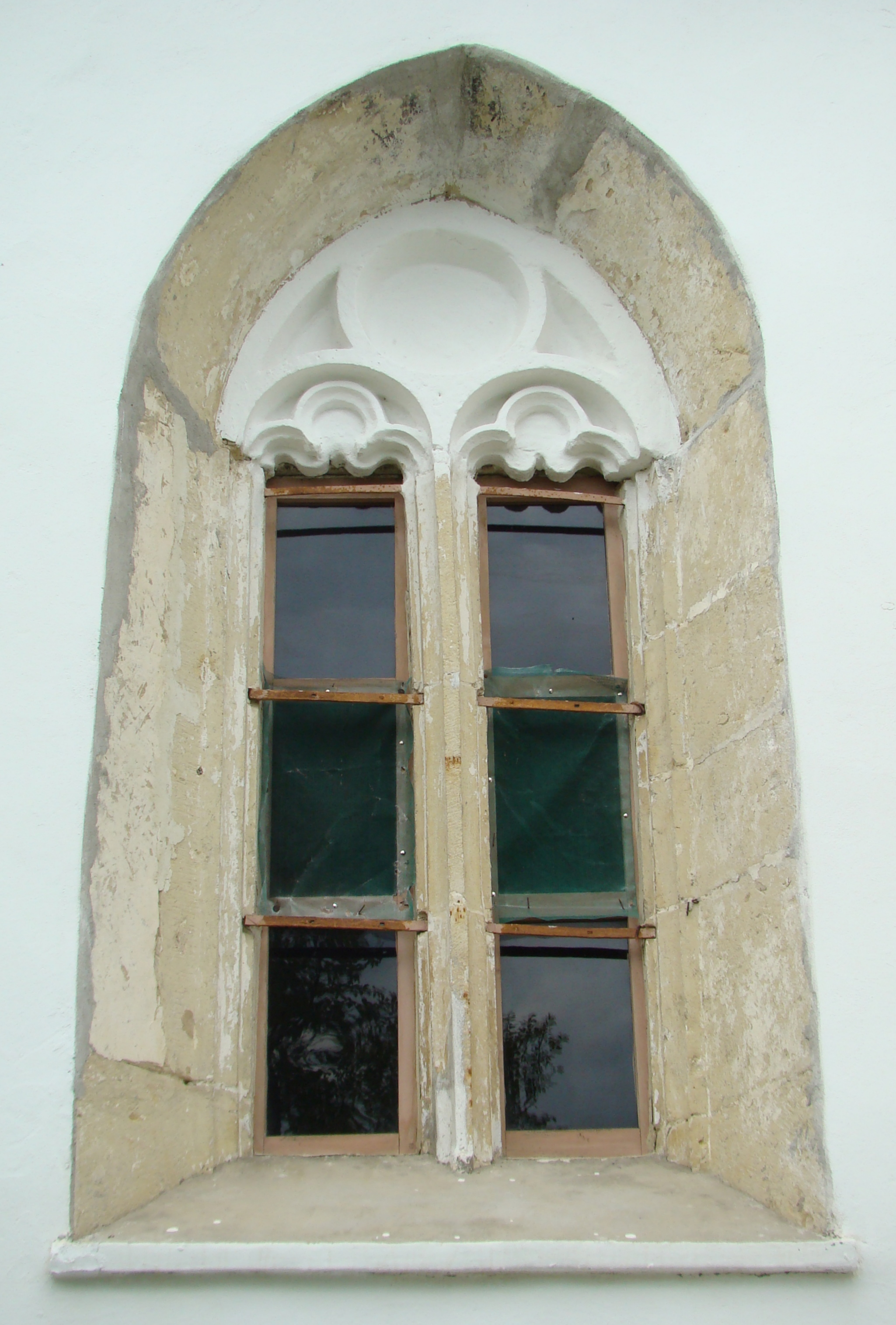
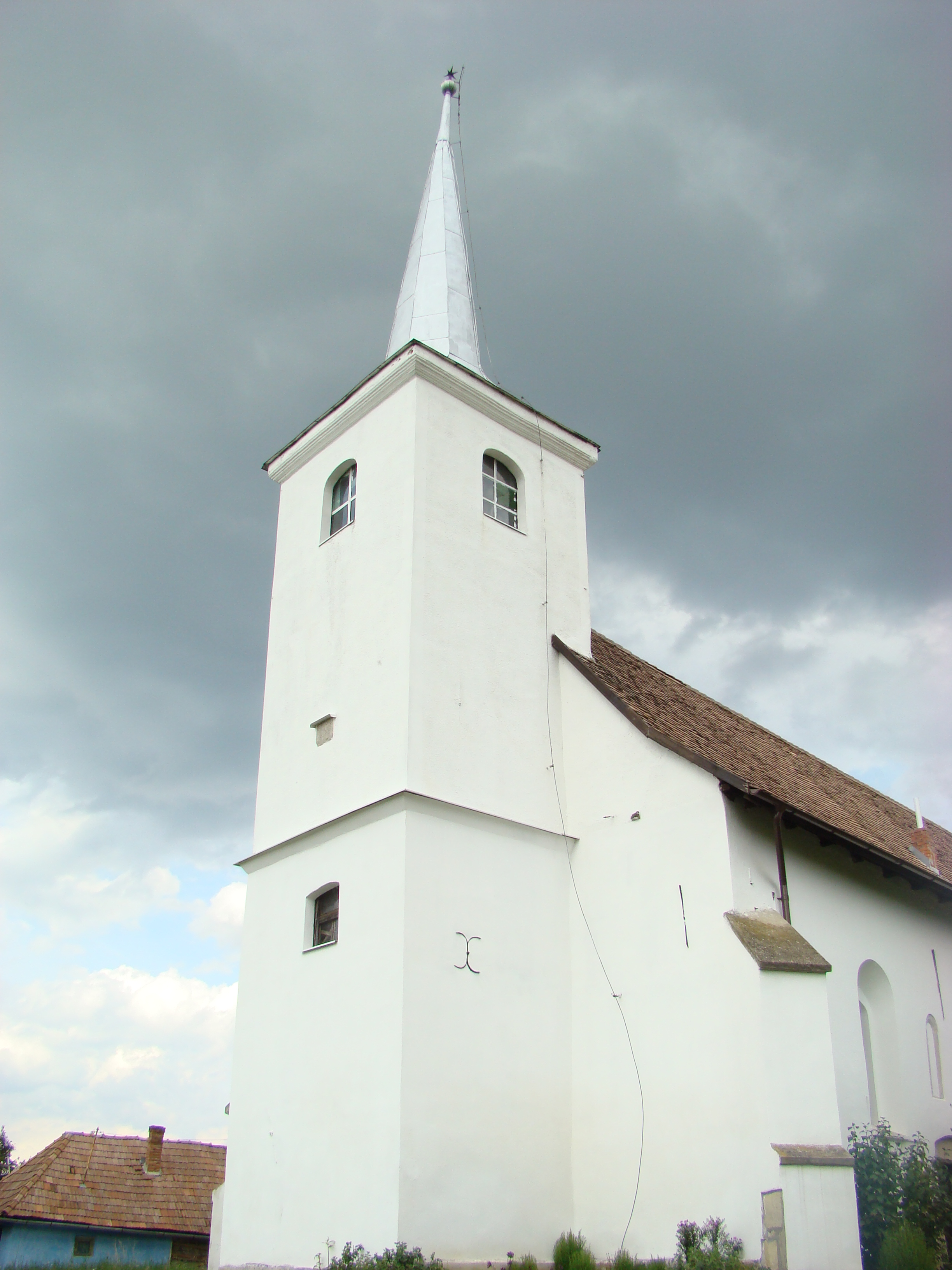
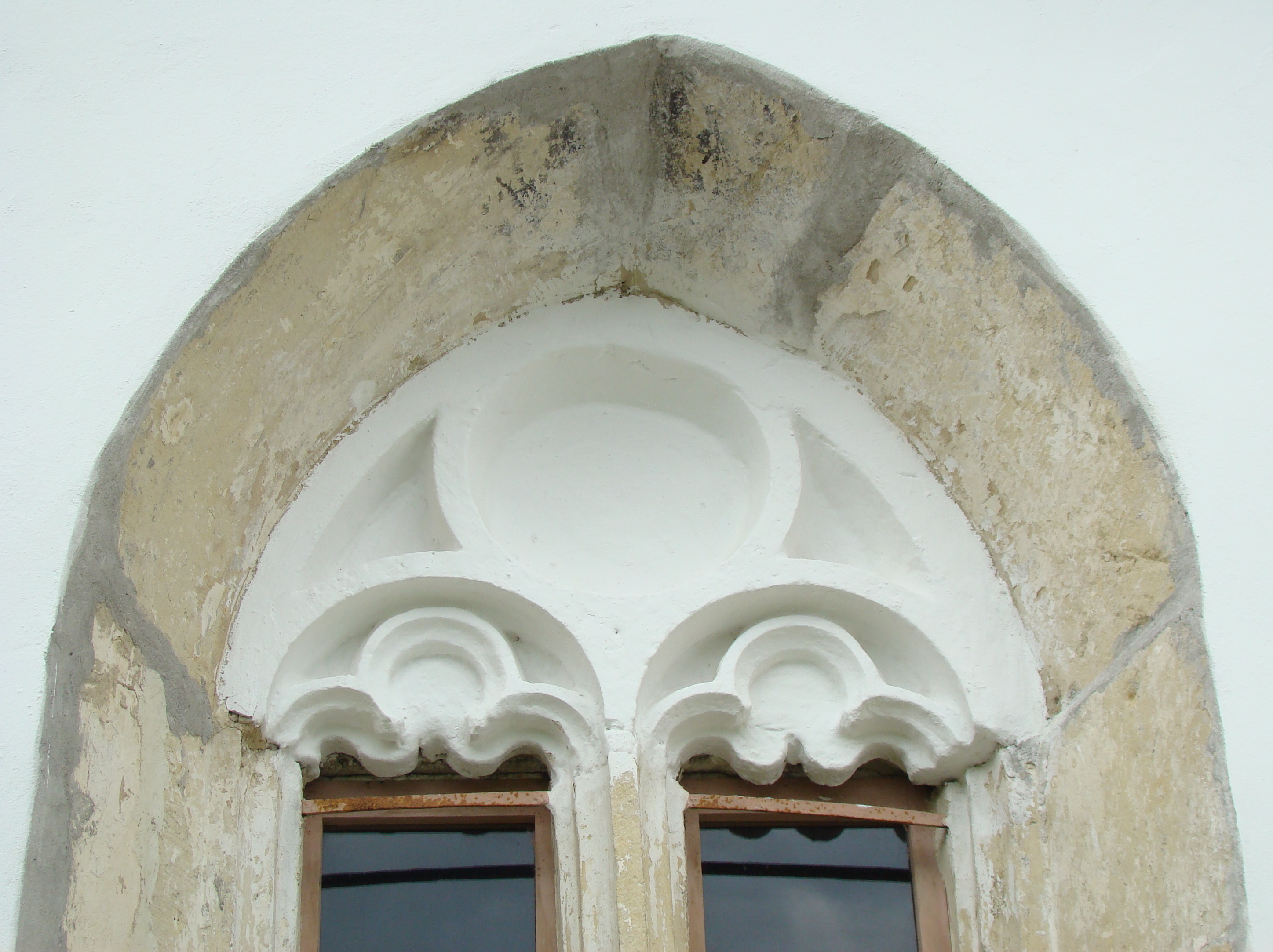
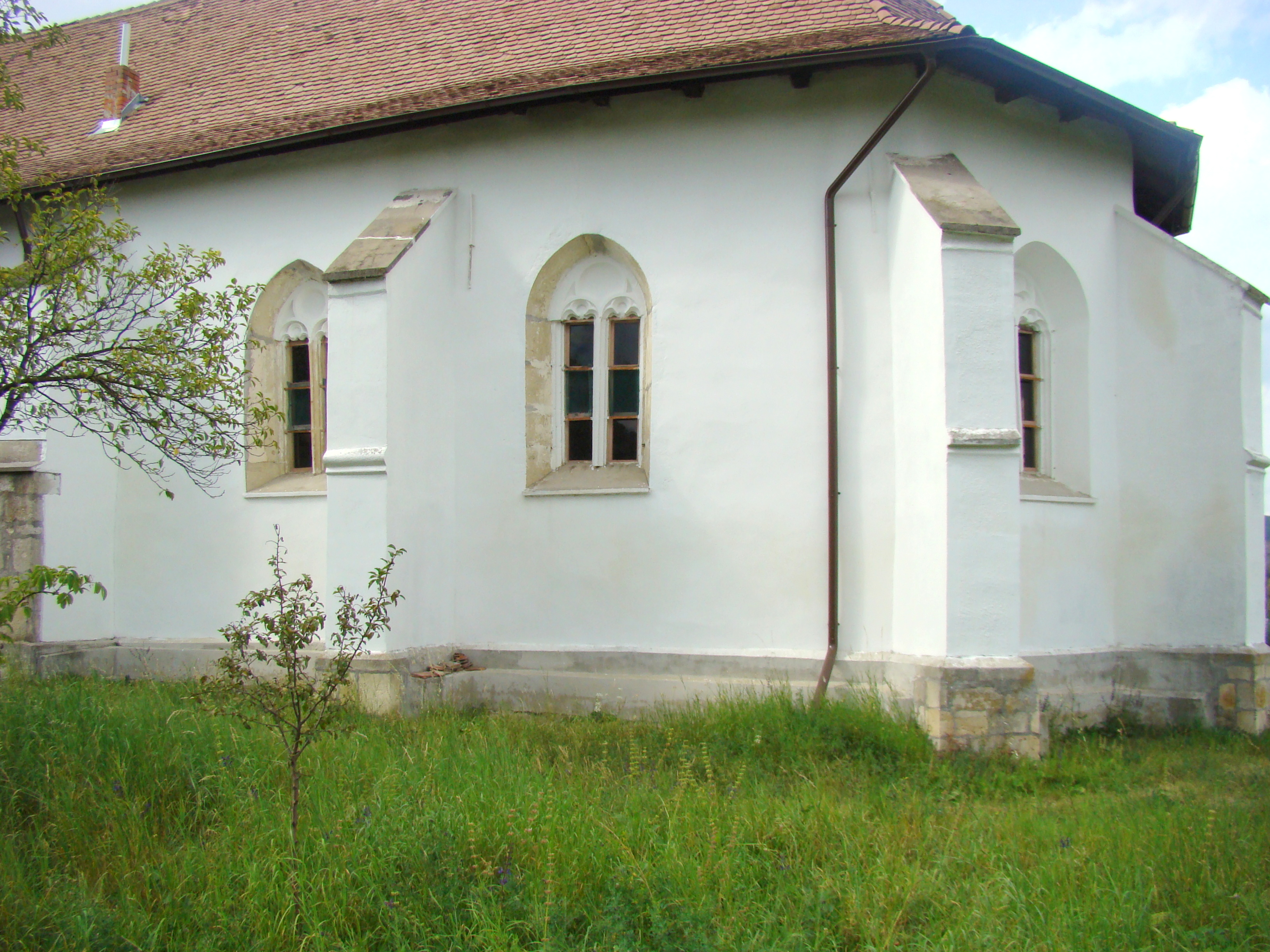
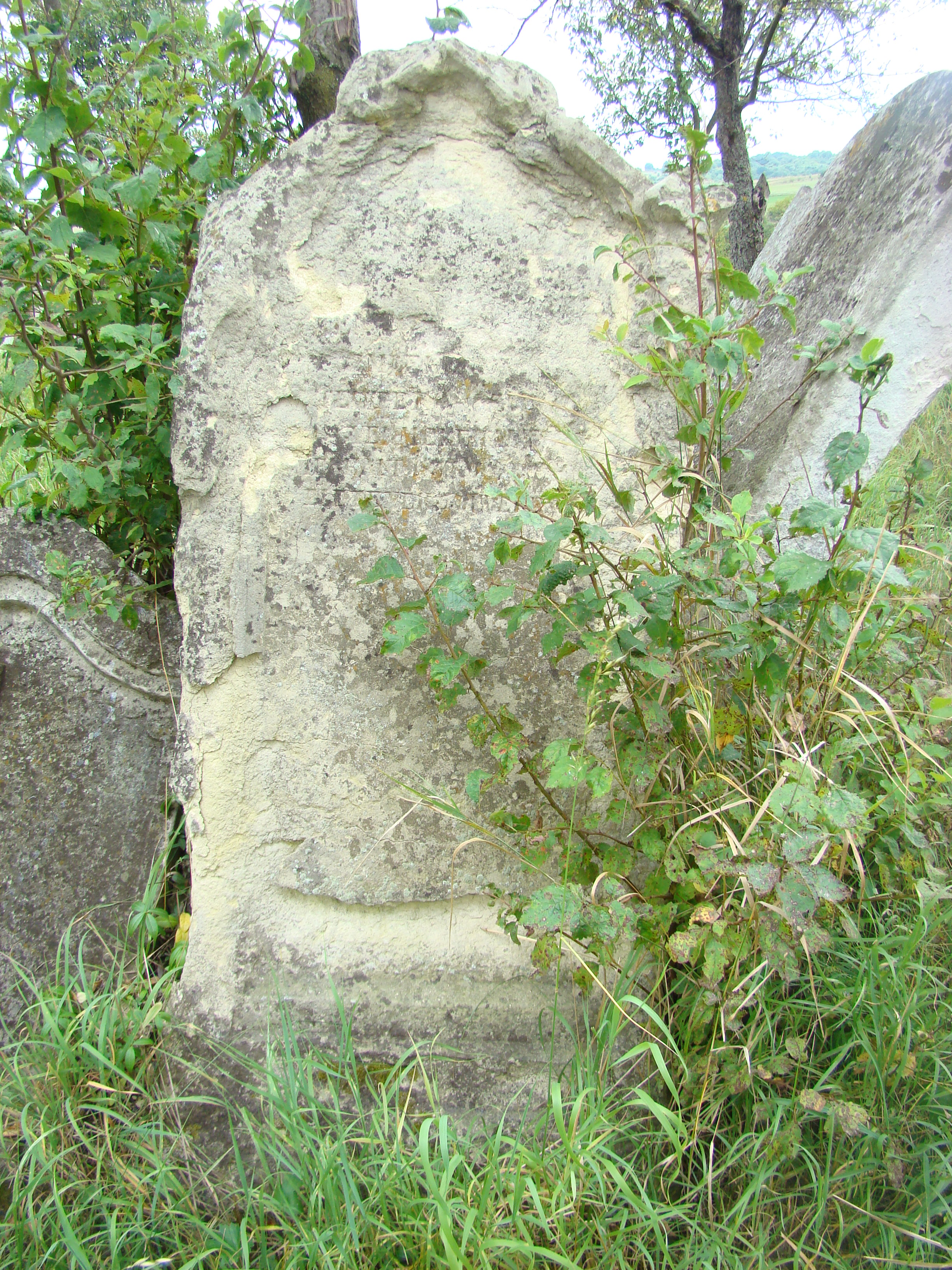
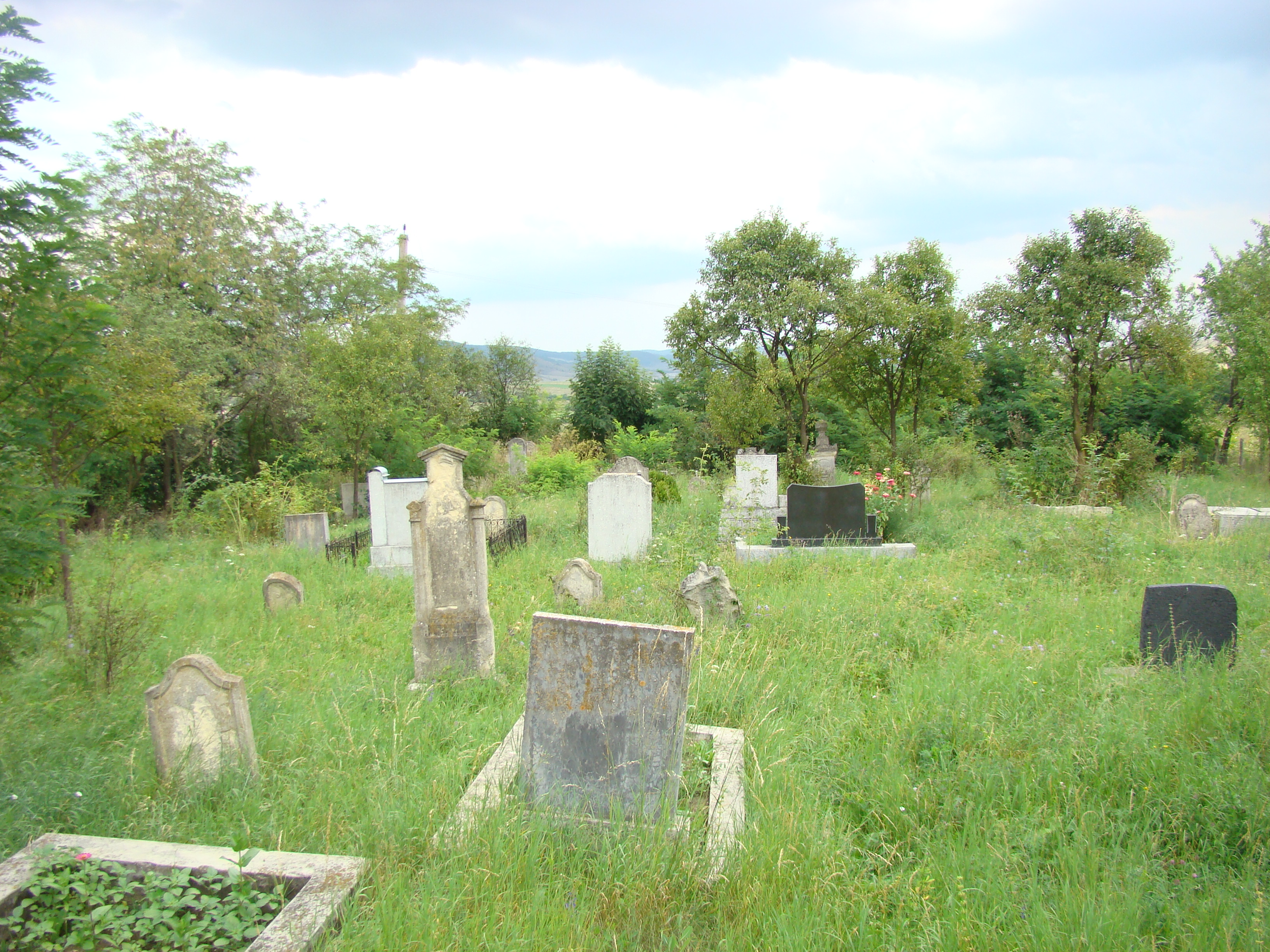
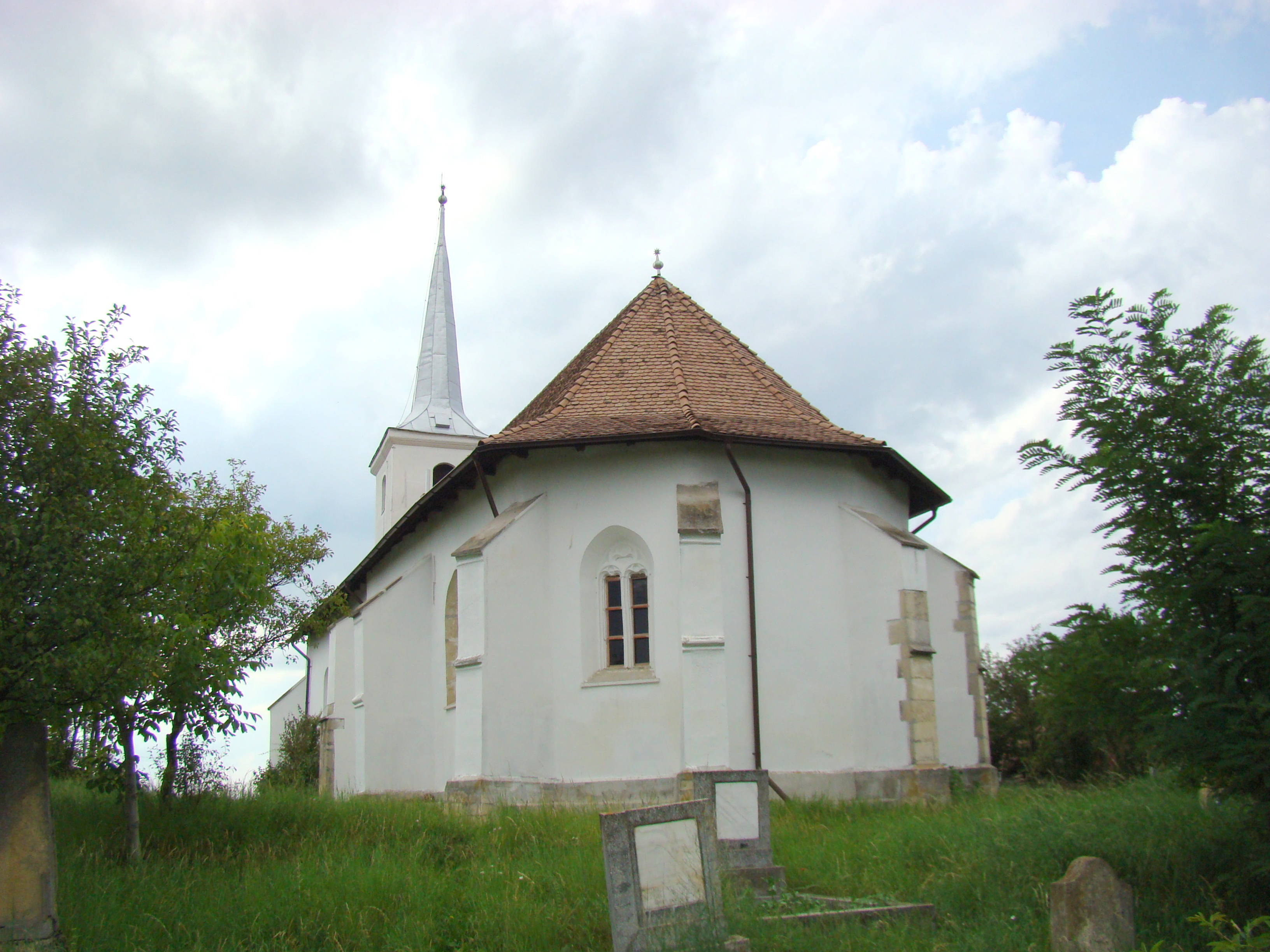
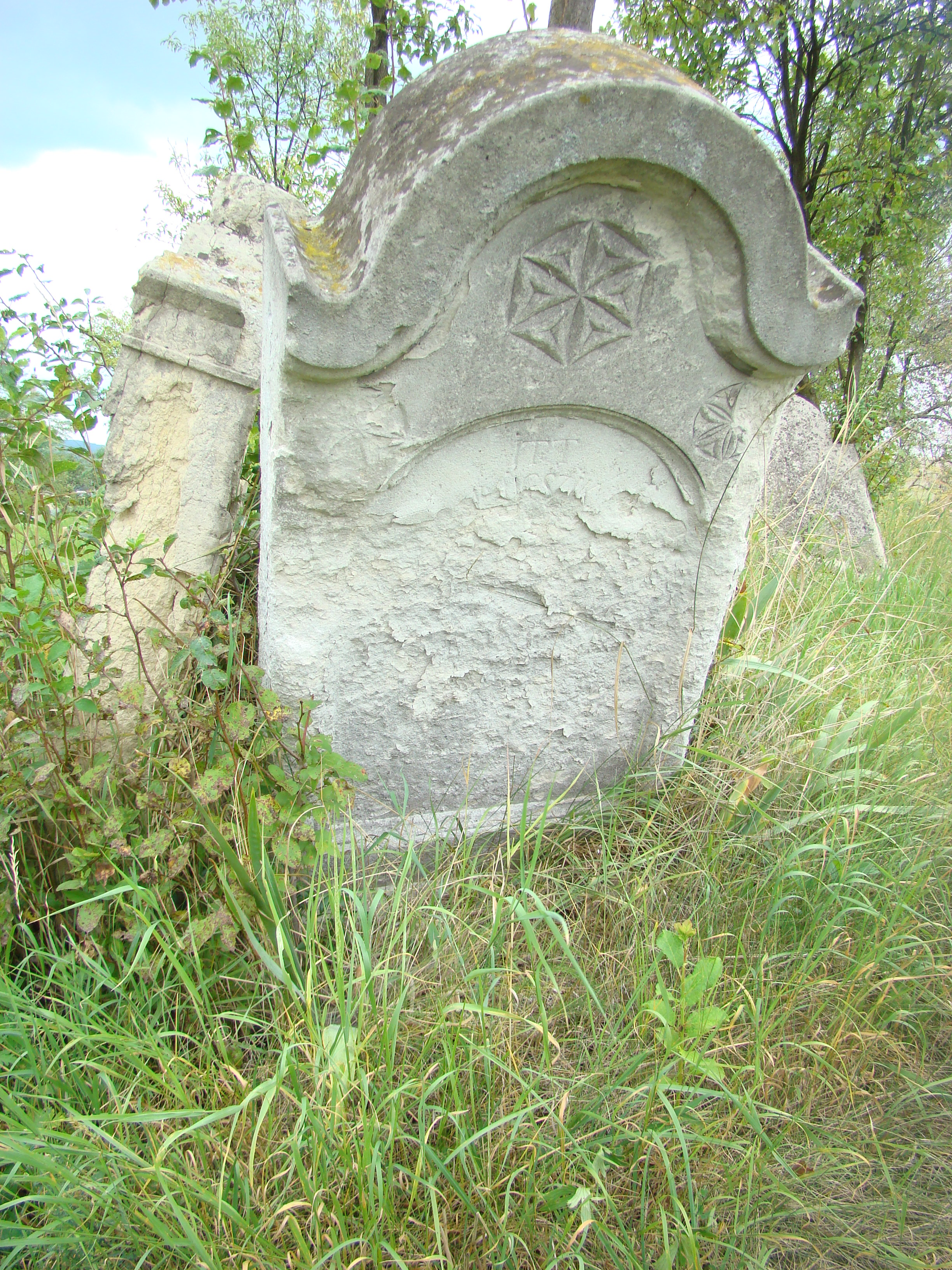
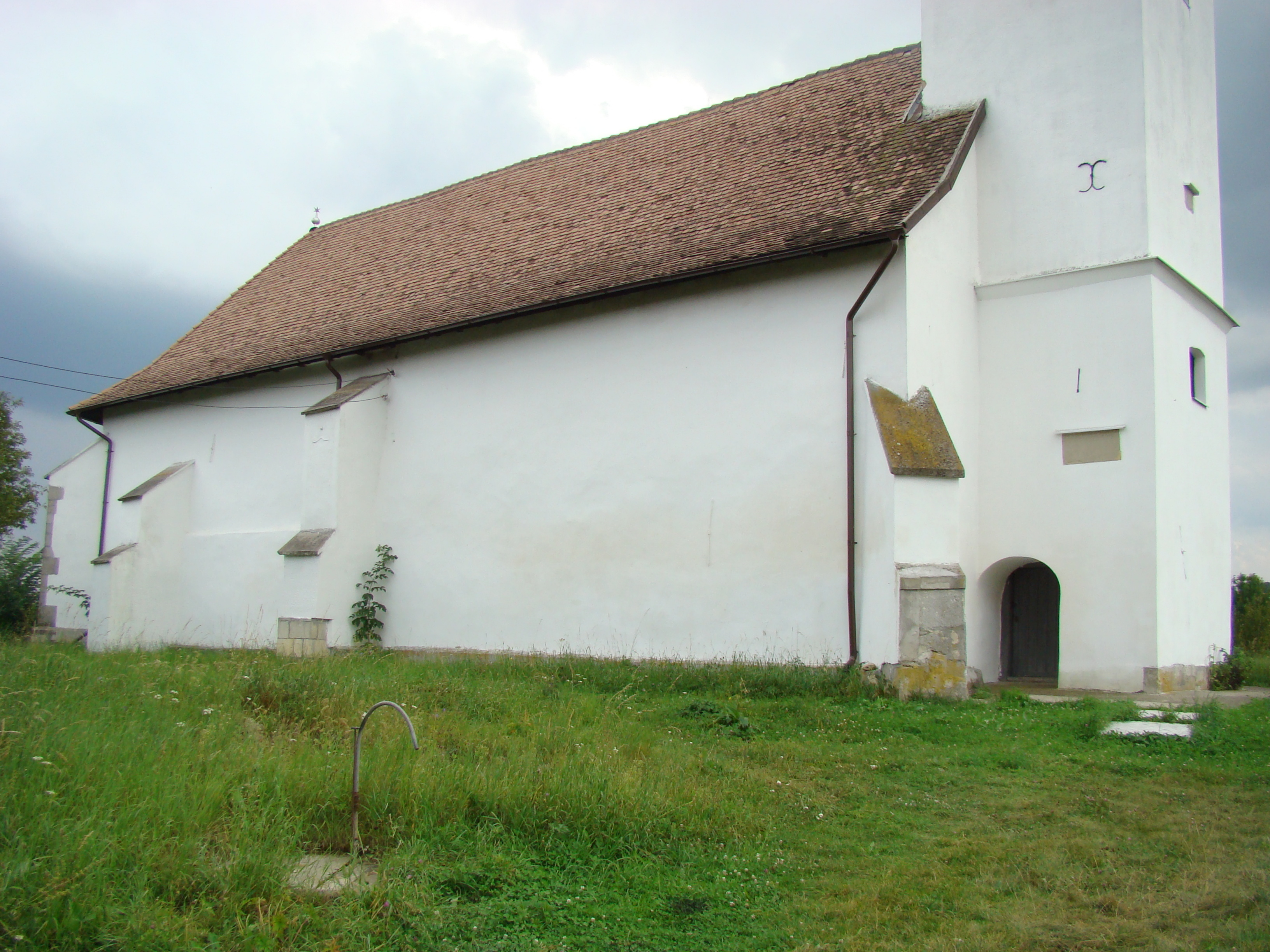
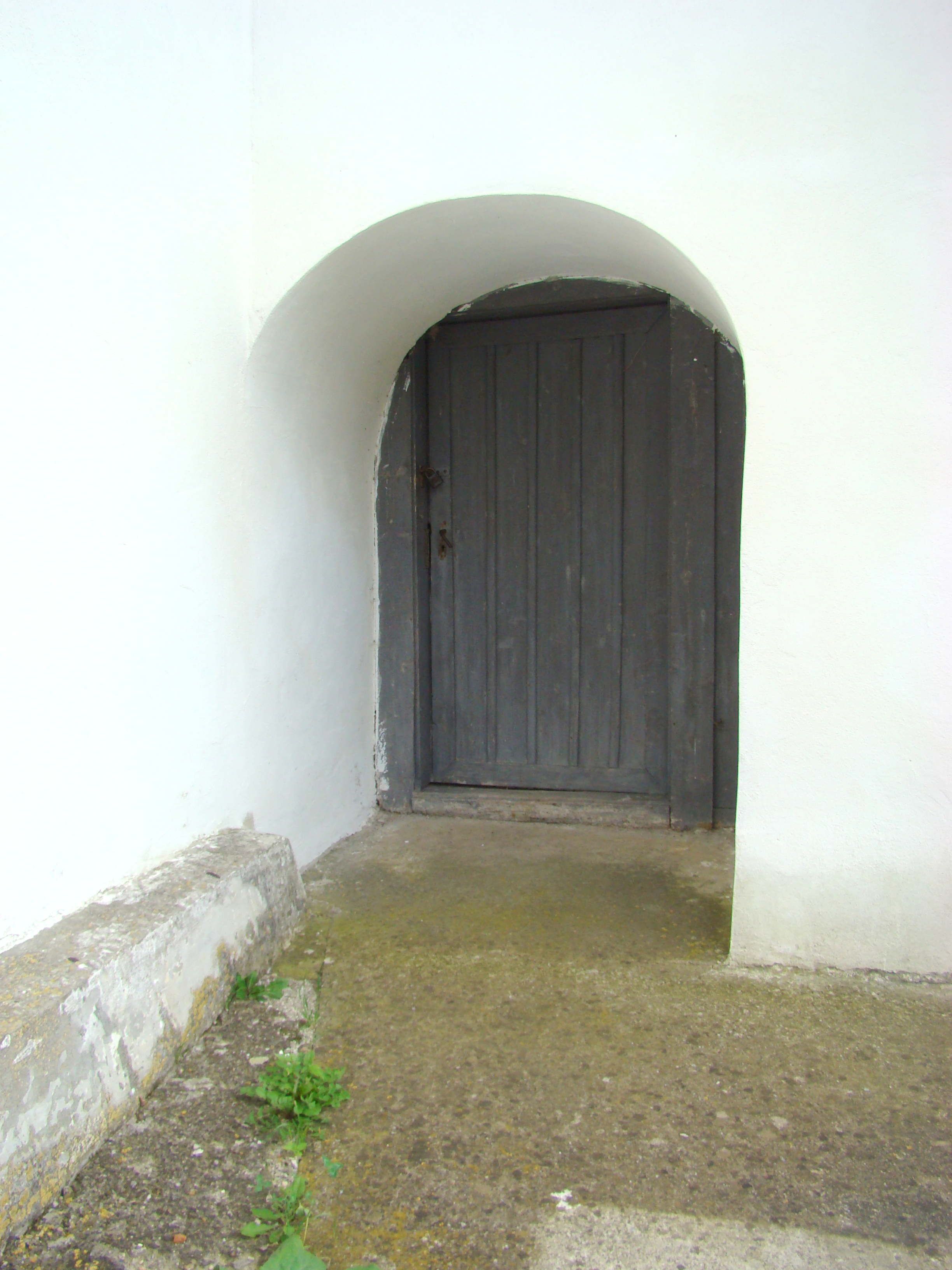
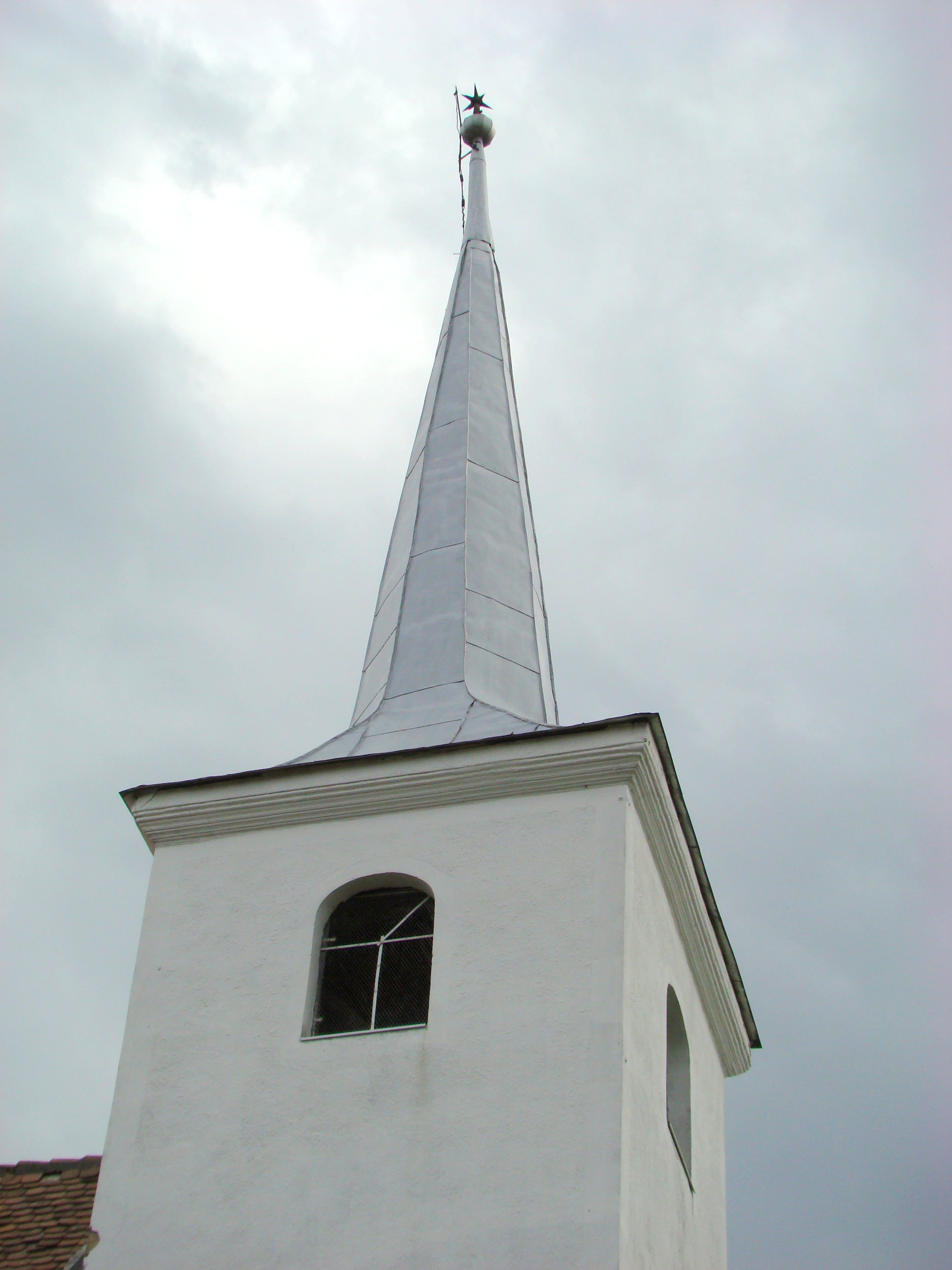
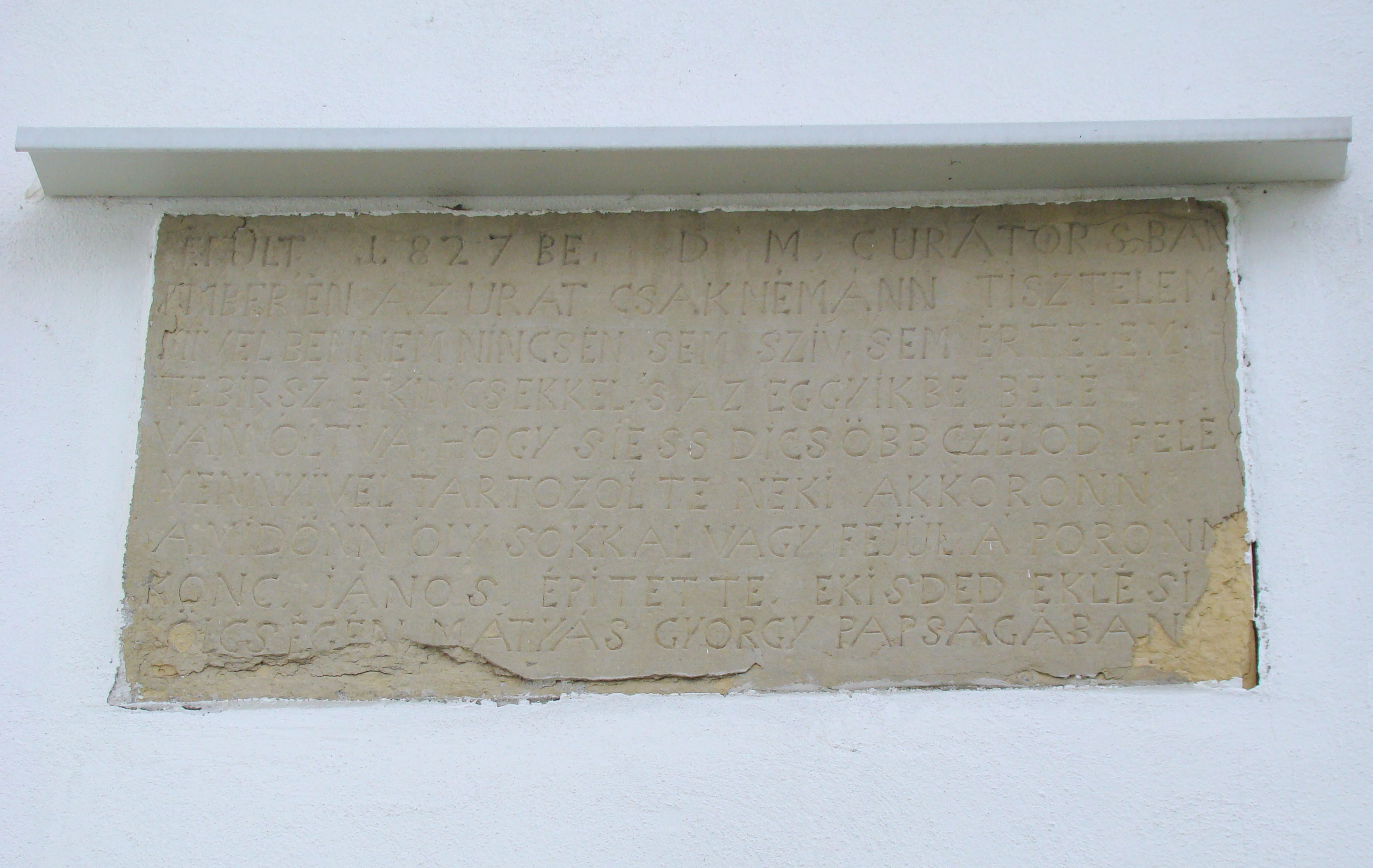
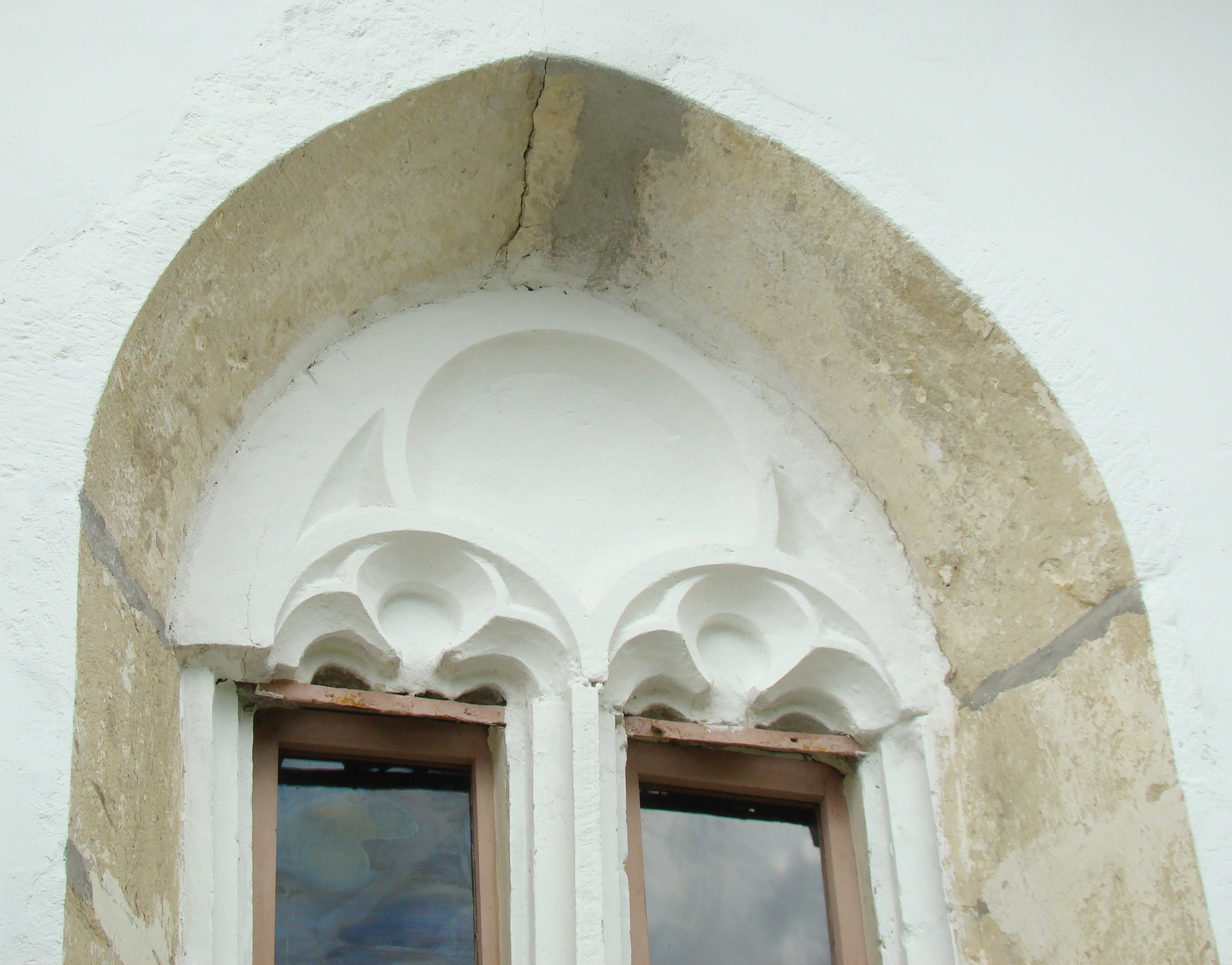
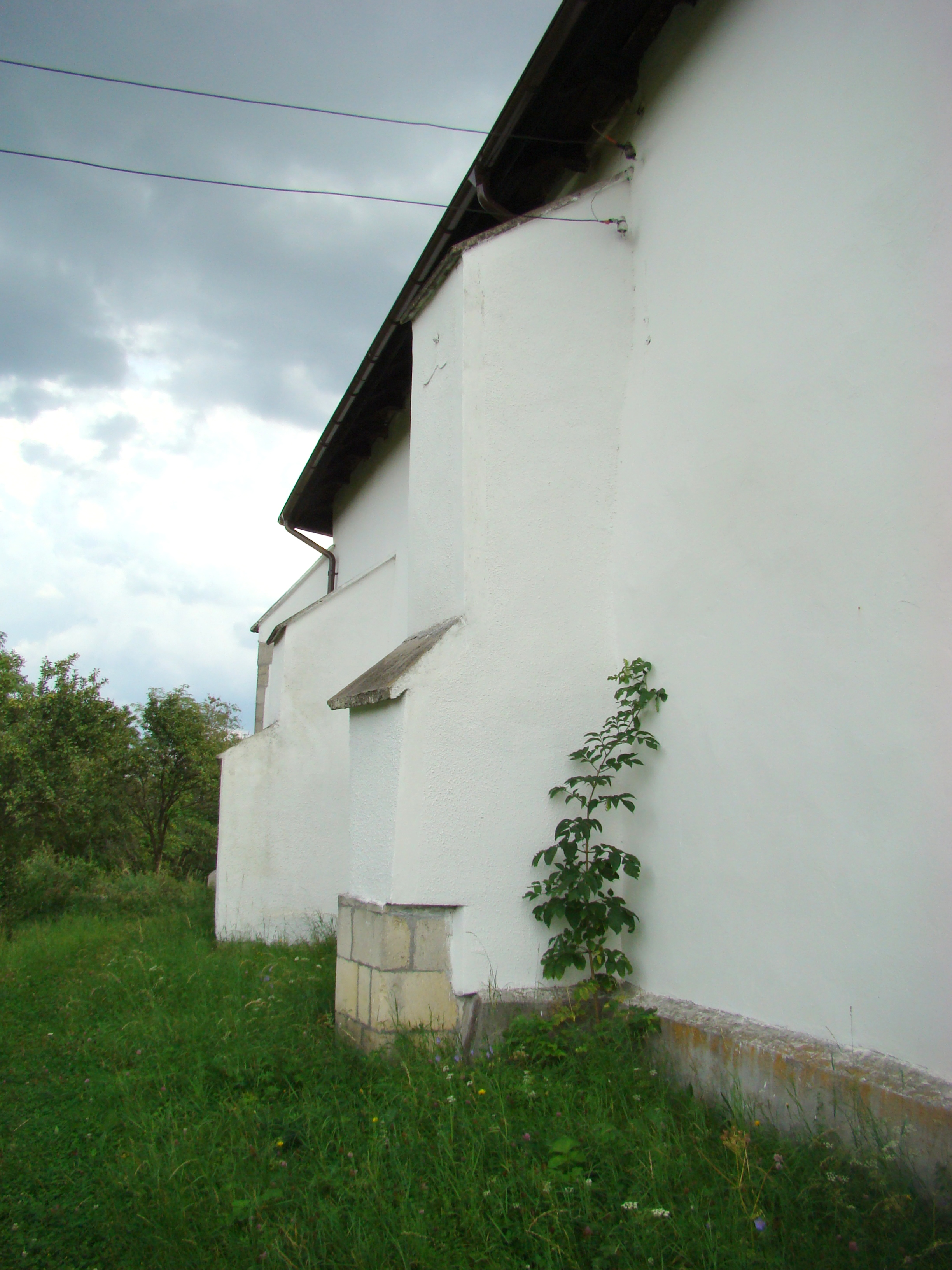
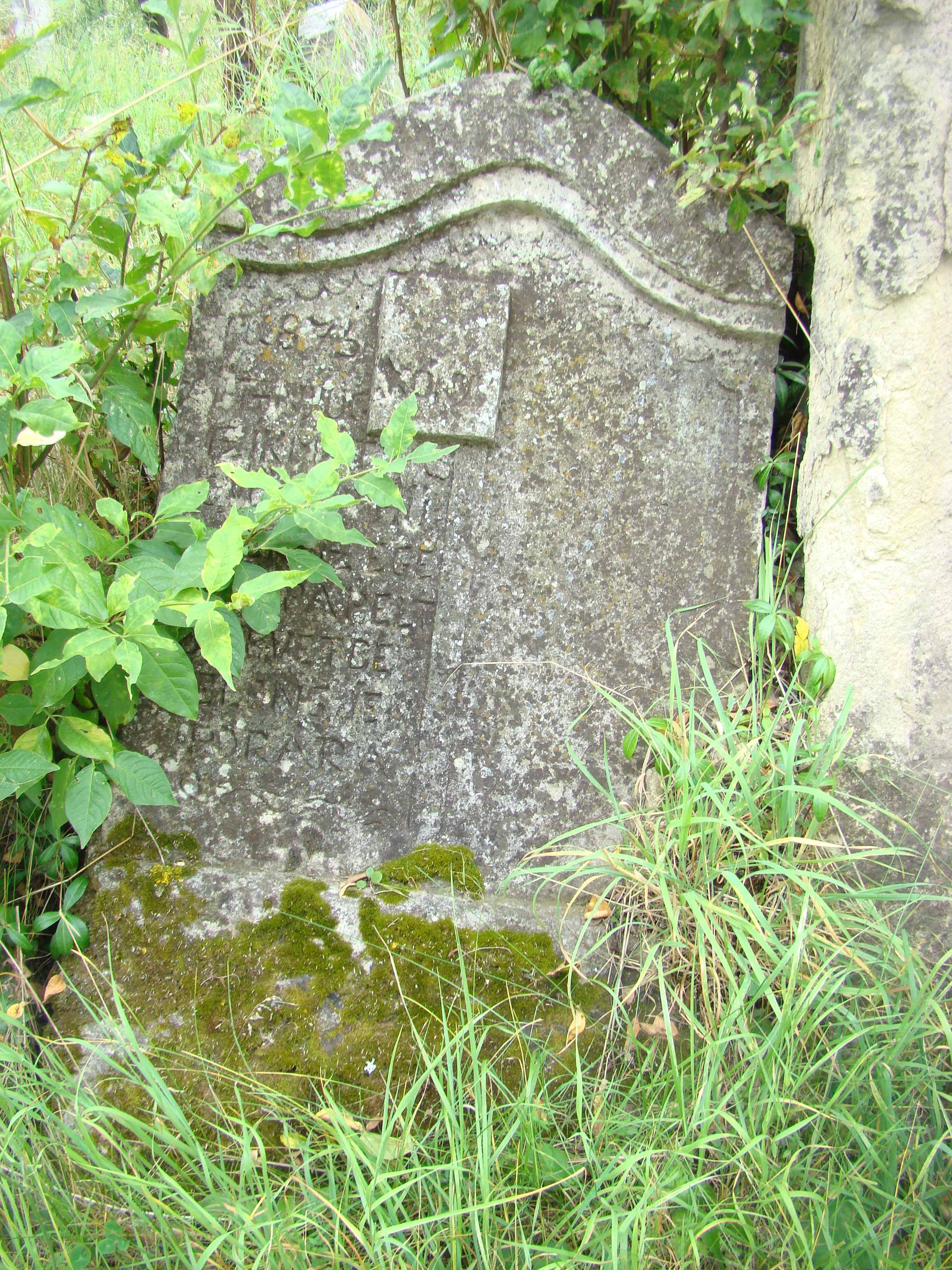
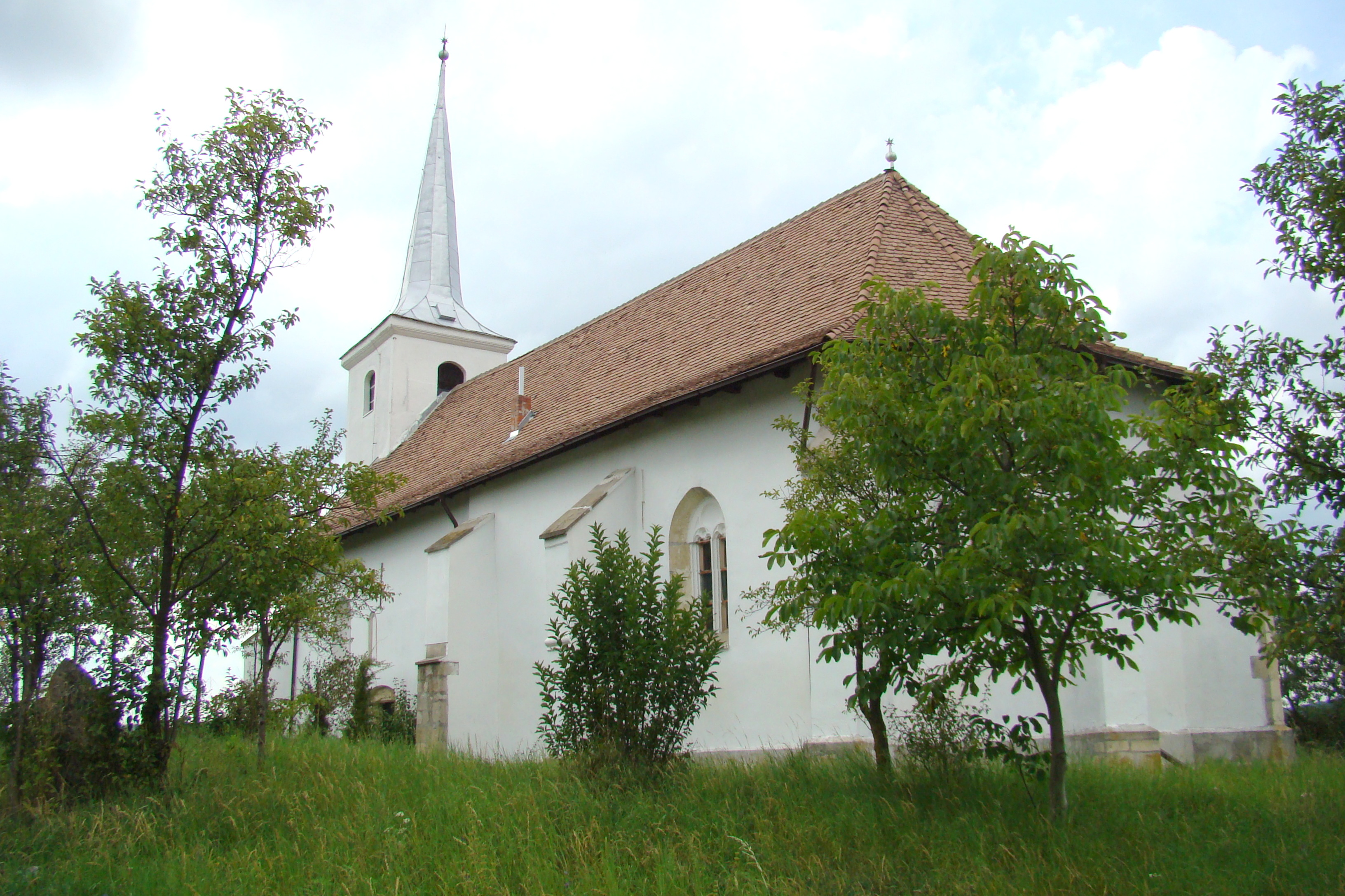
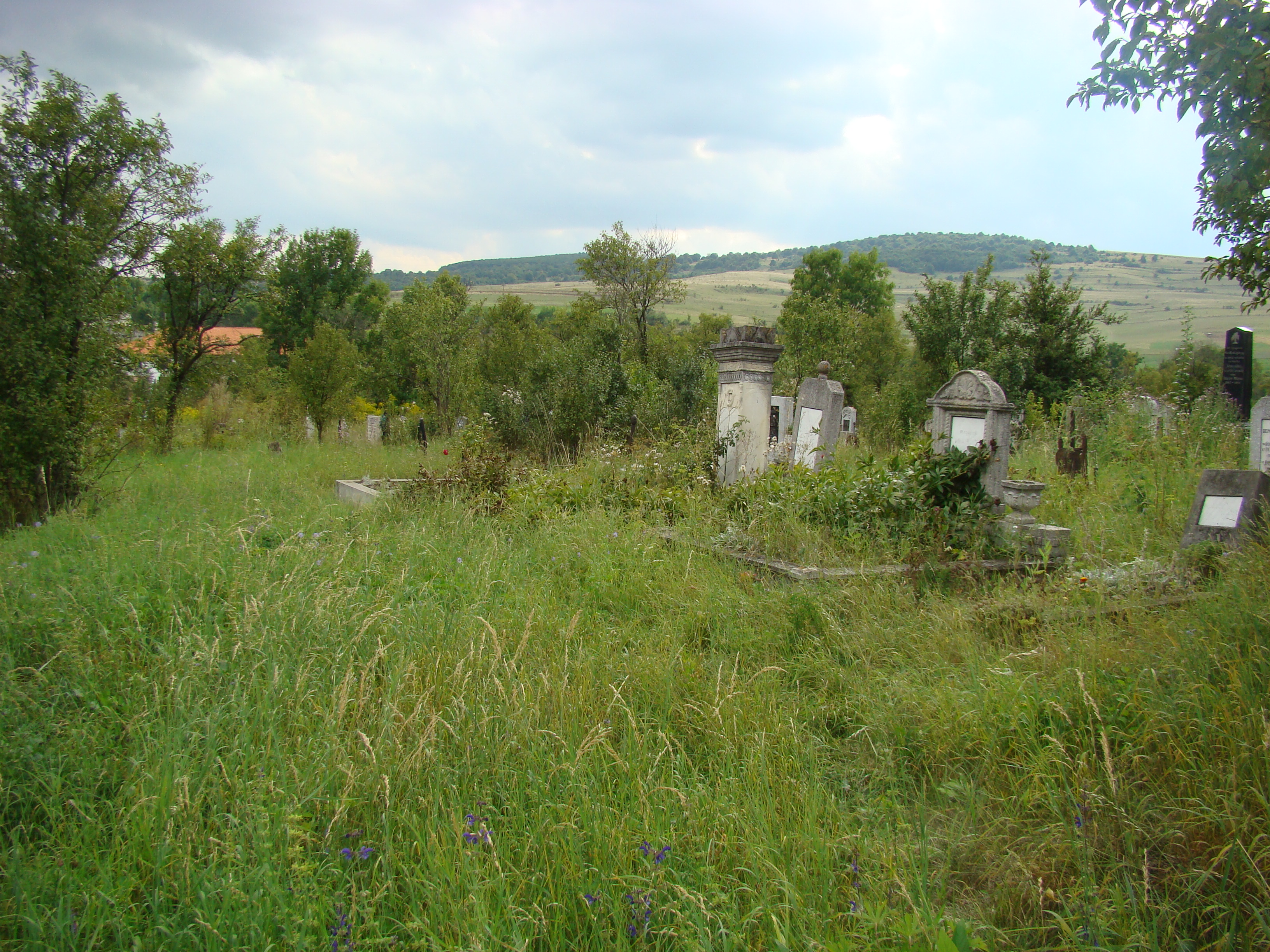

## Vezi și
- Aghireșu, Cluj

## Imagini din interior

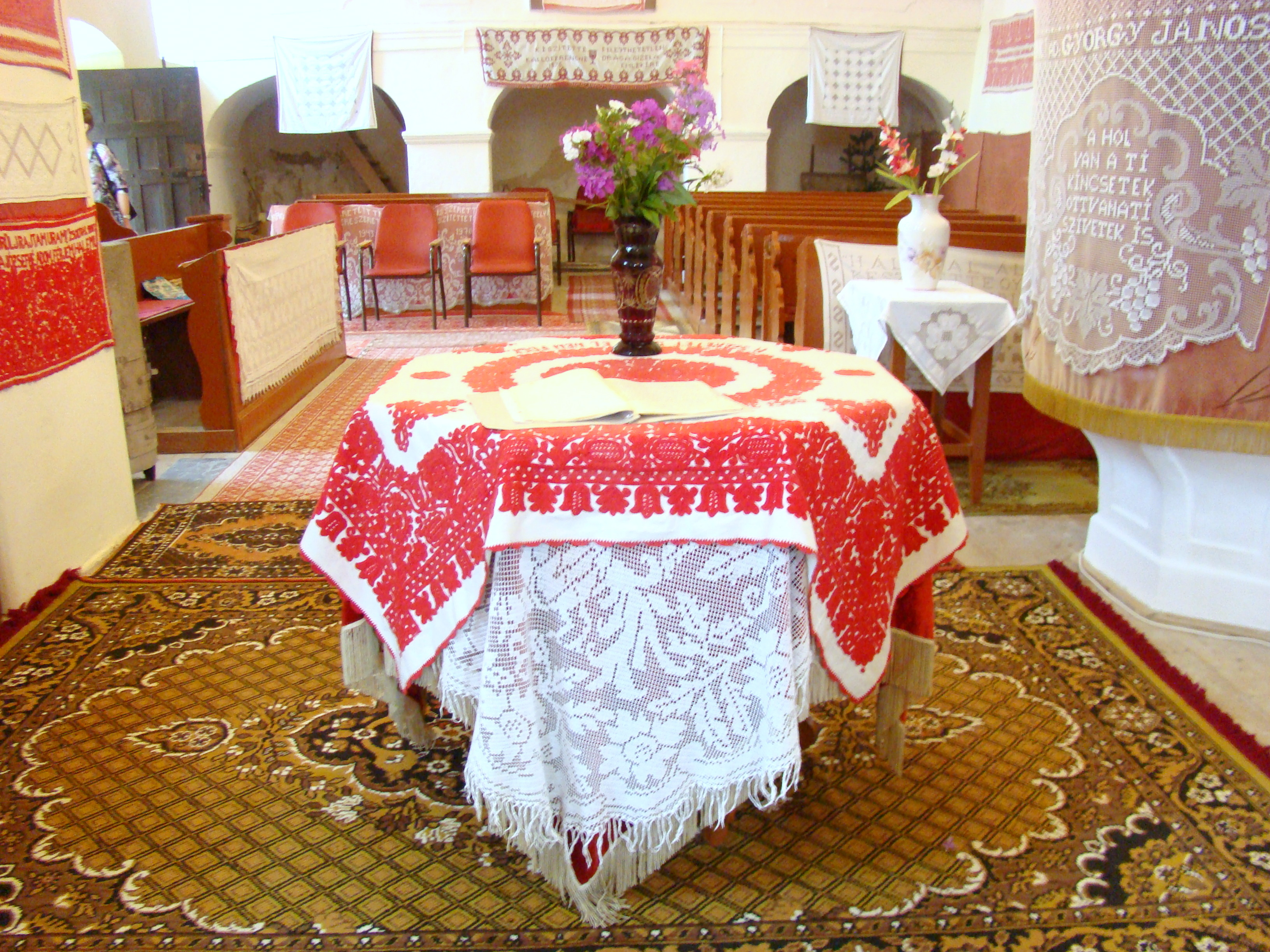
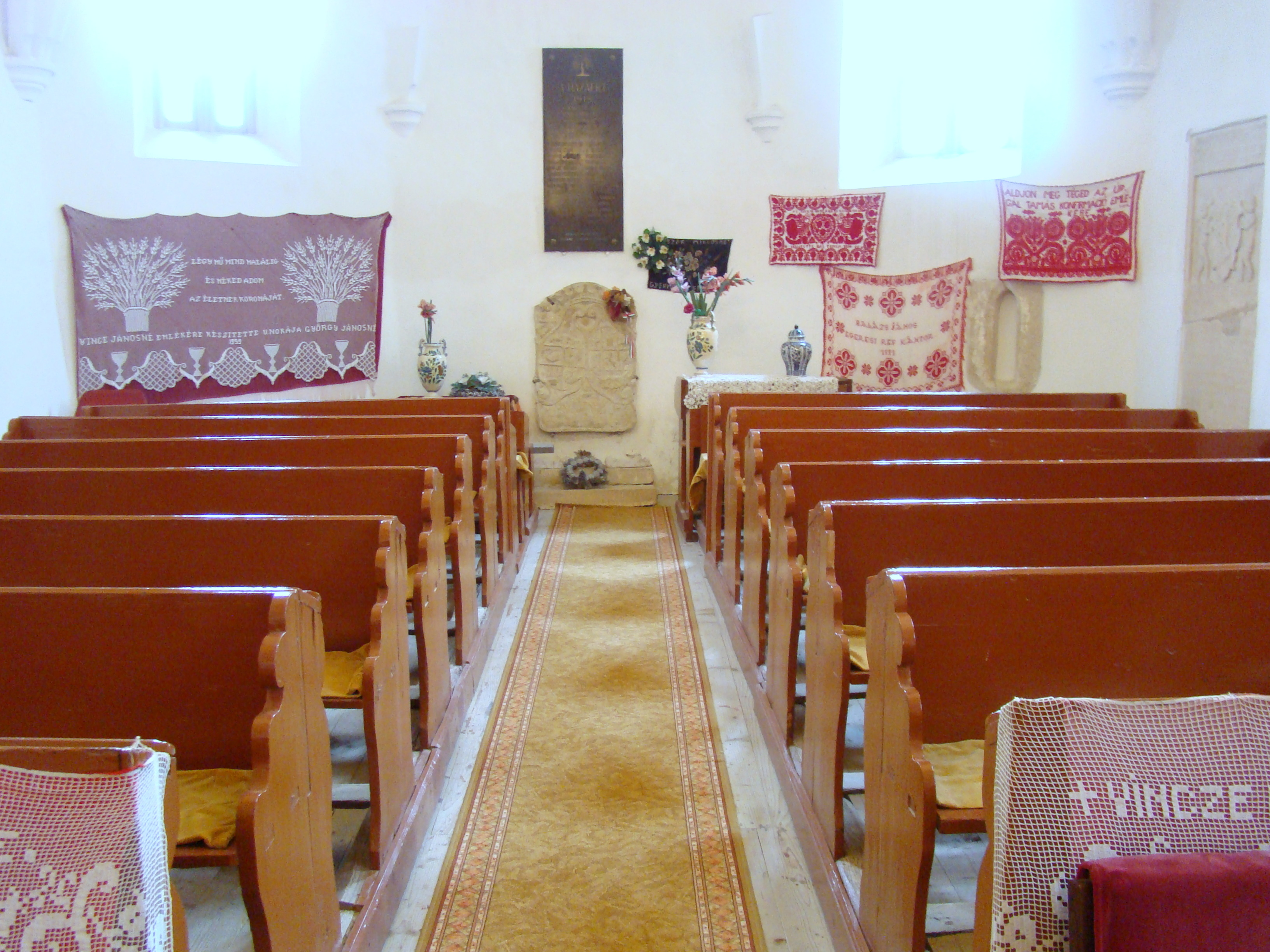
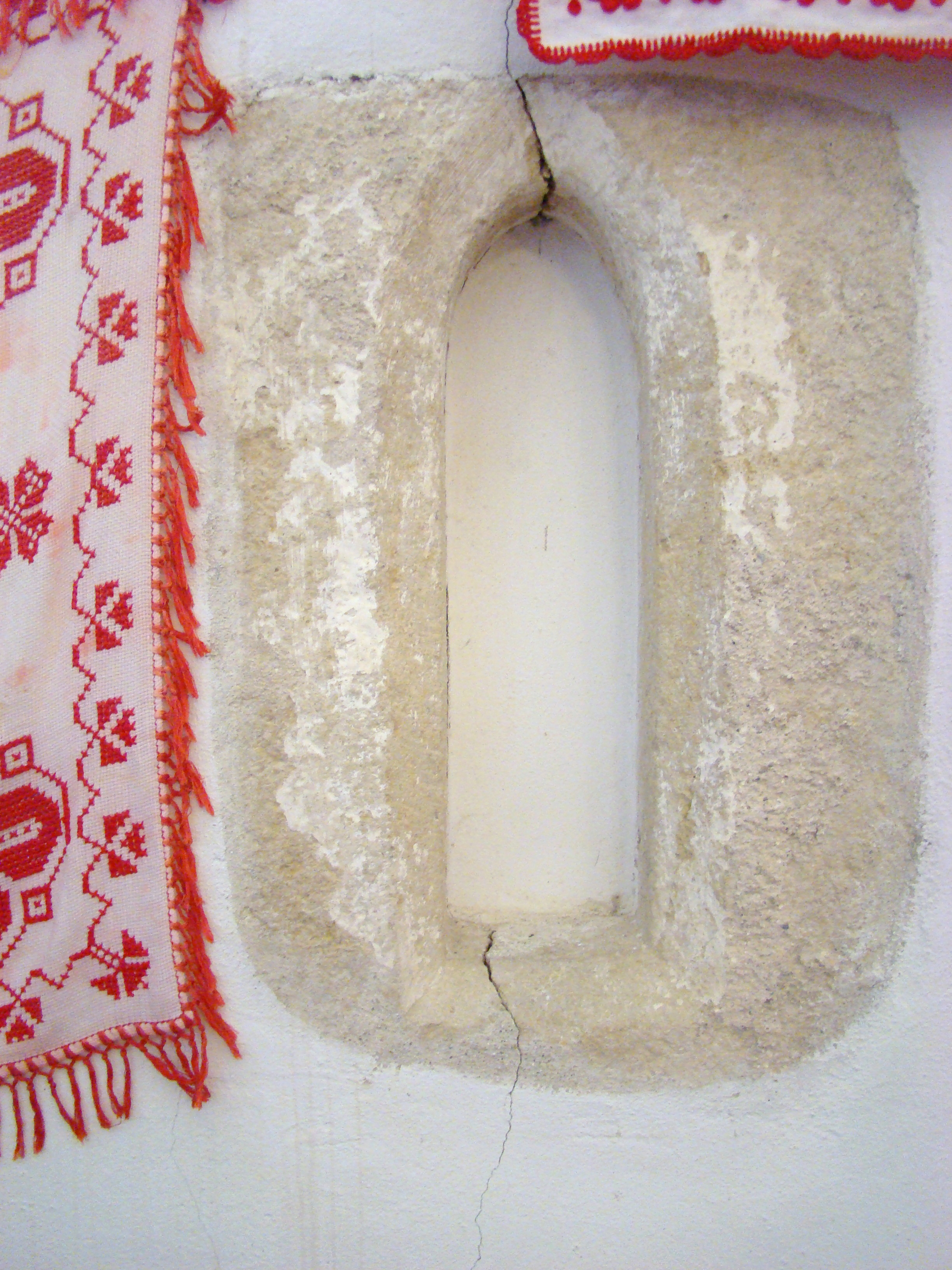
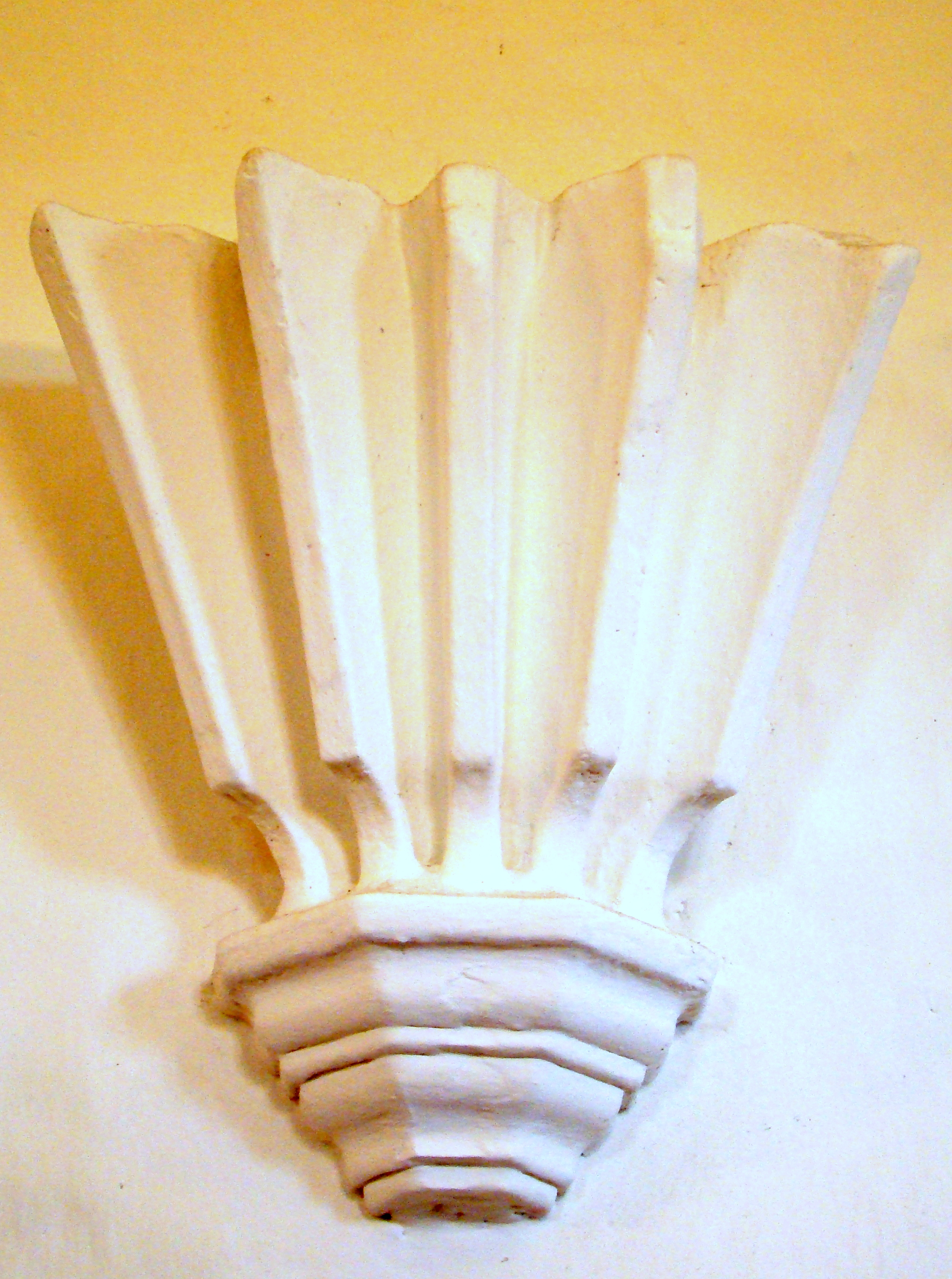
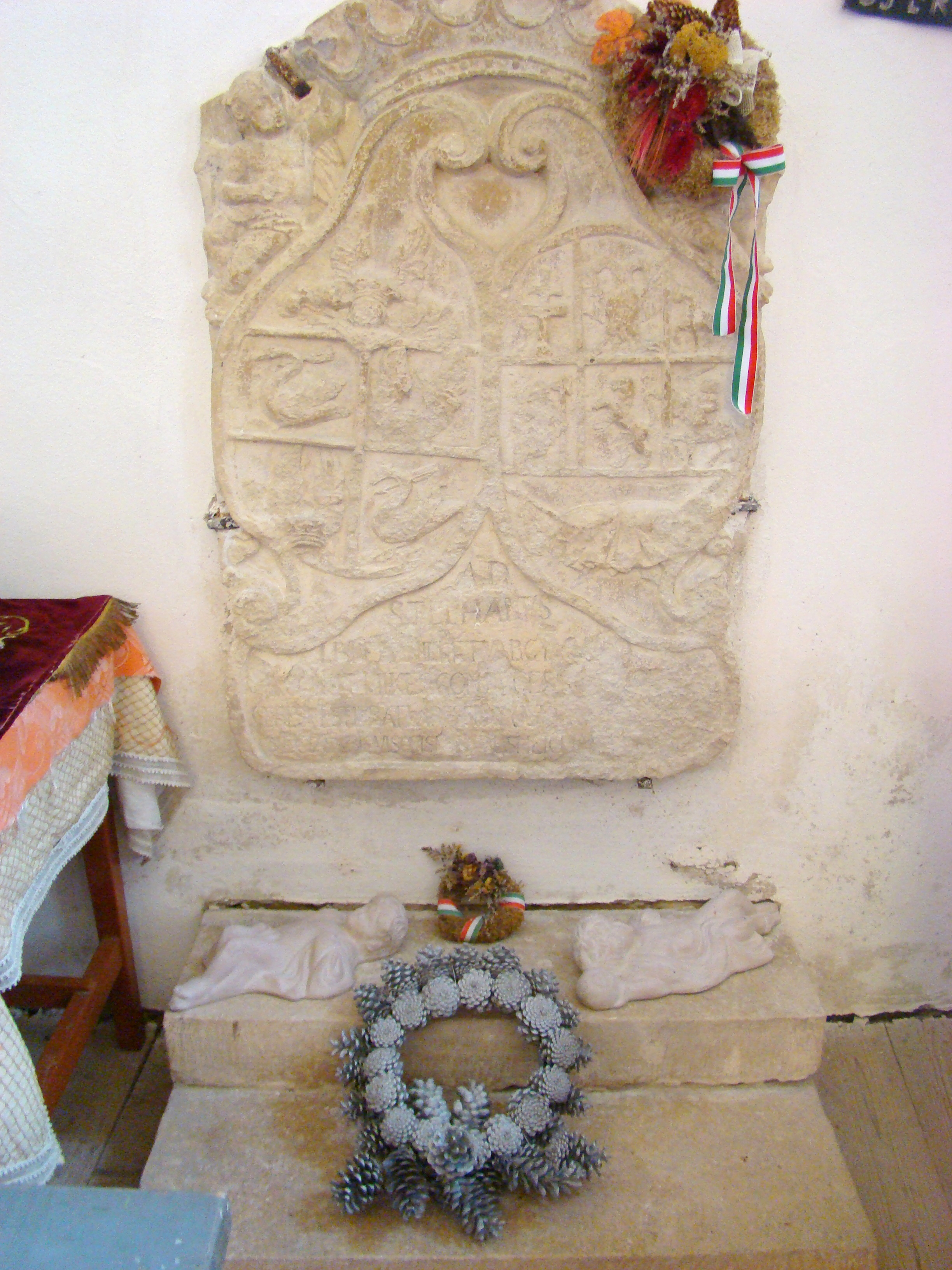
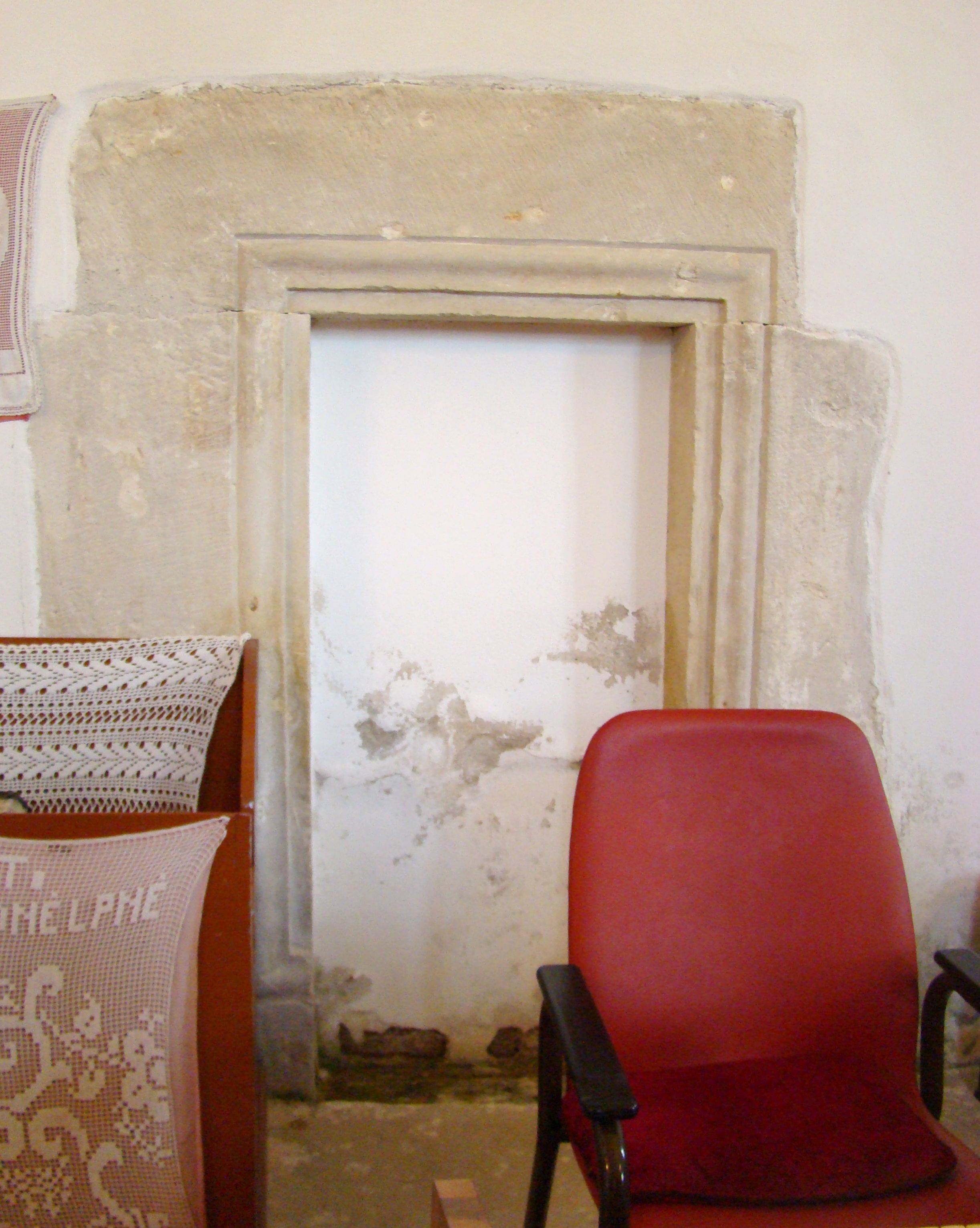
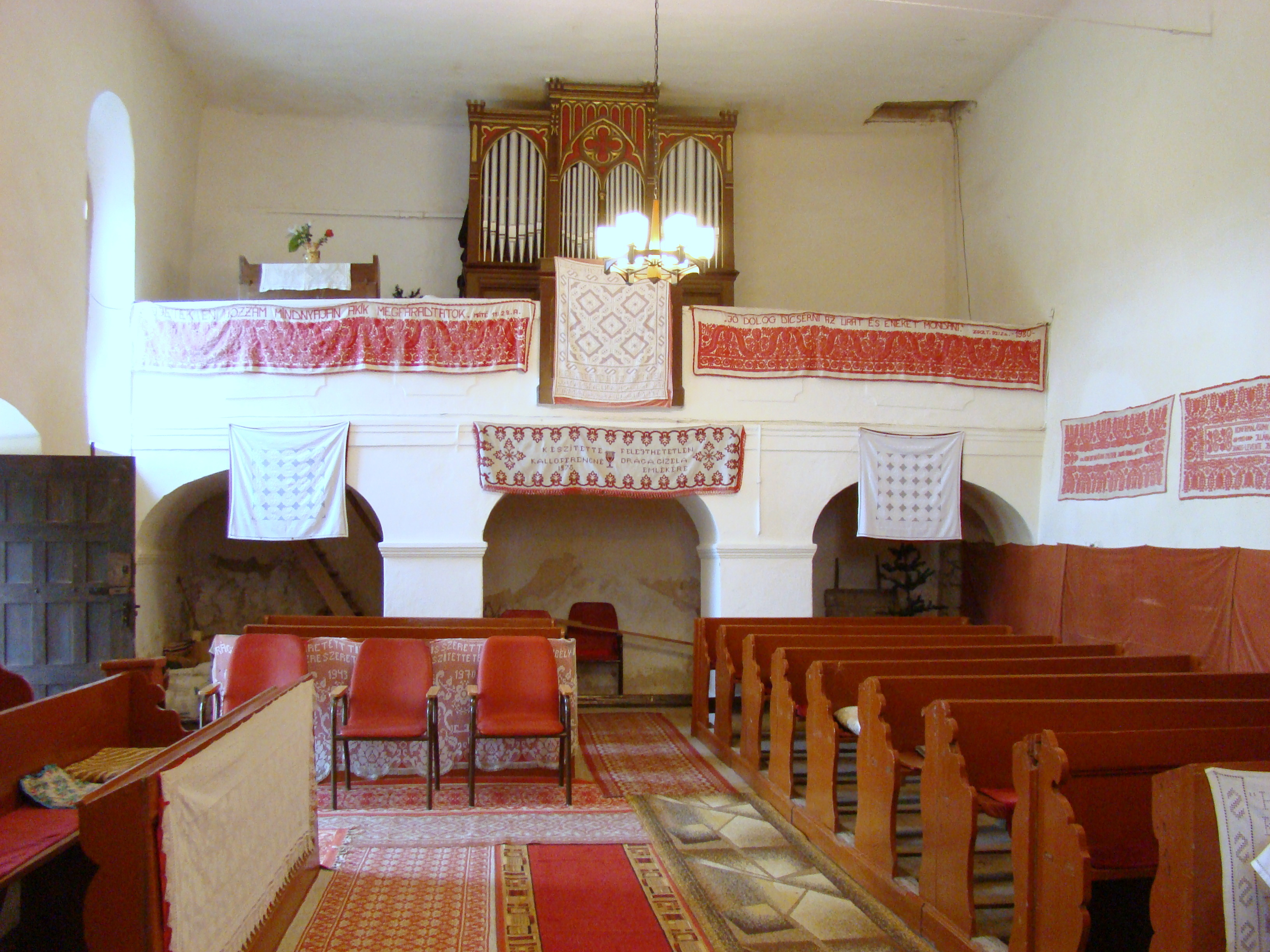
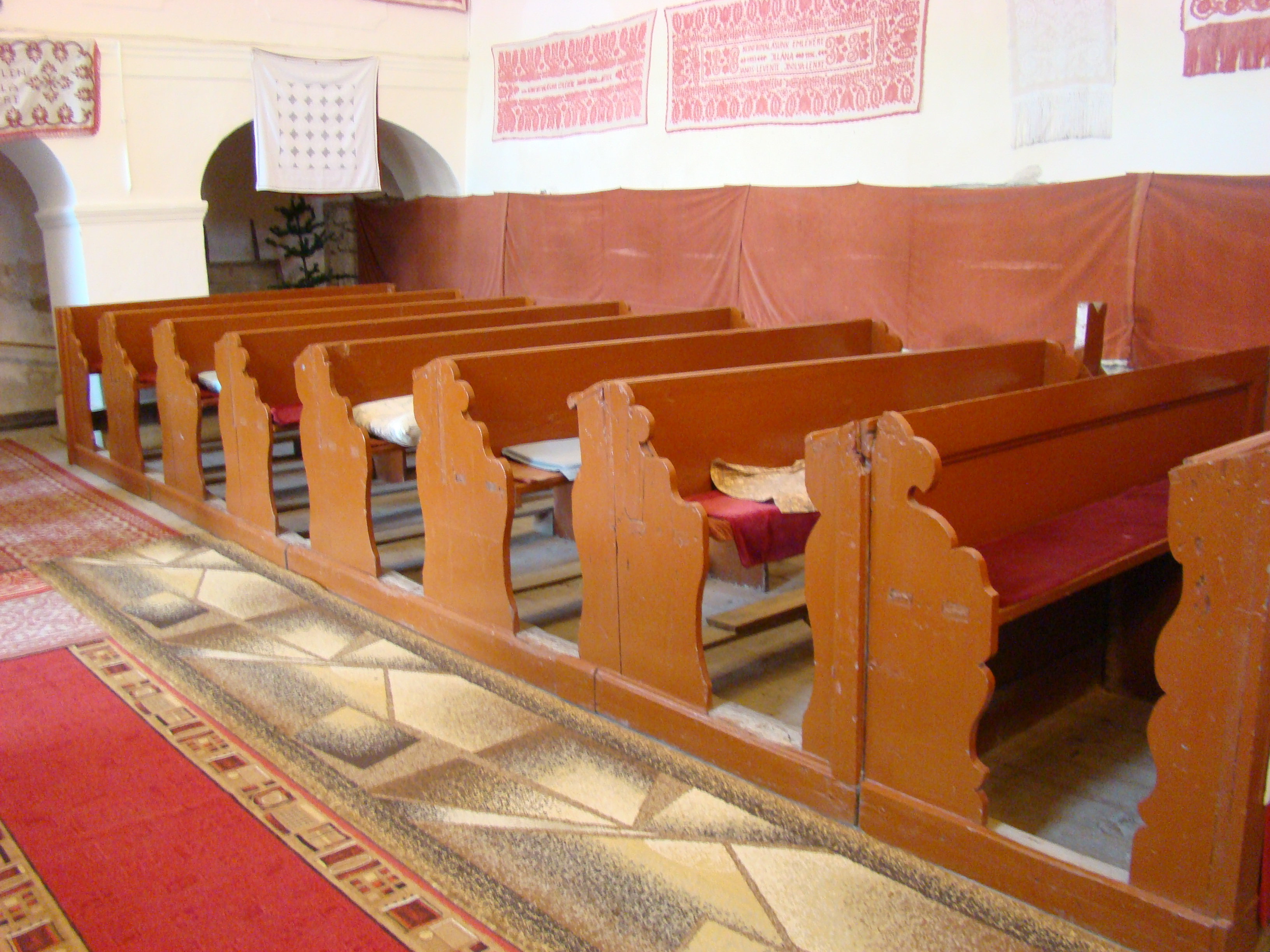
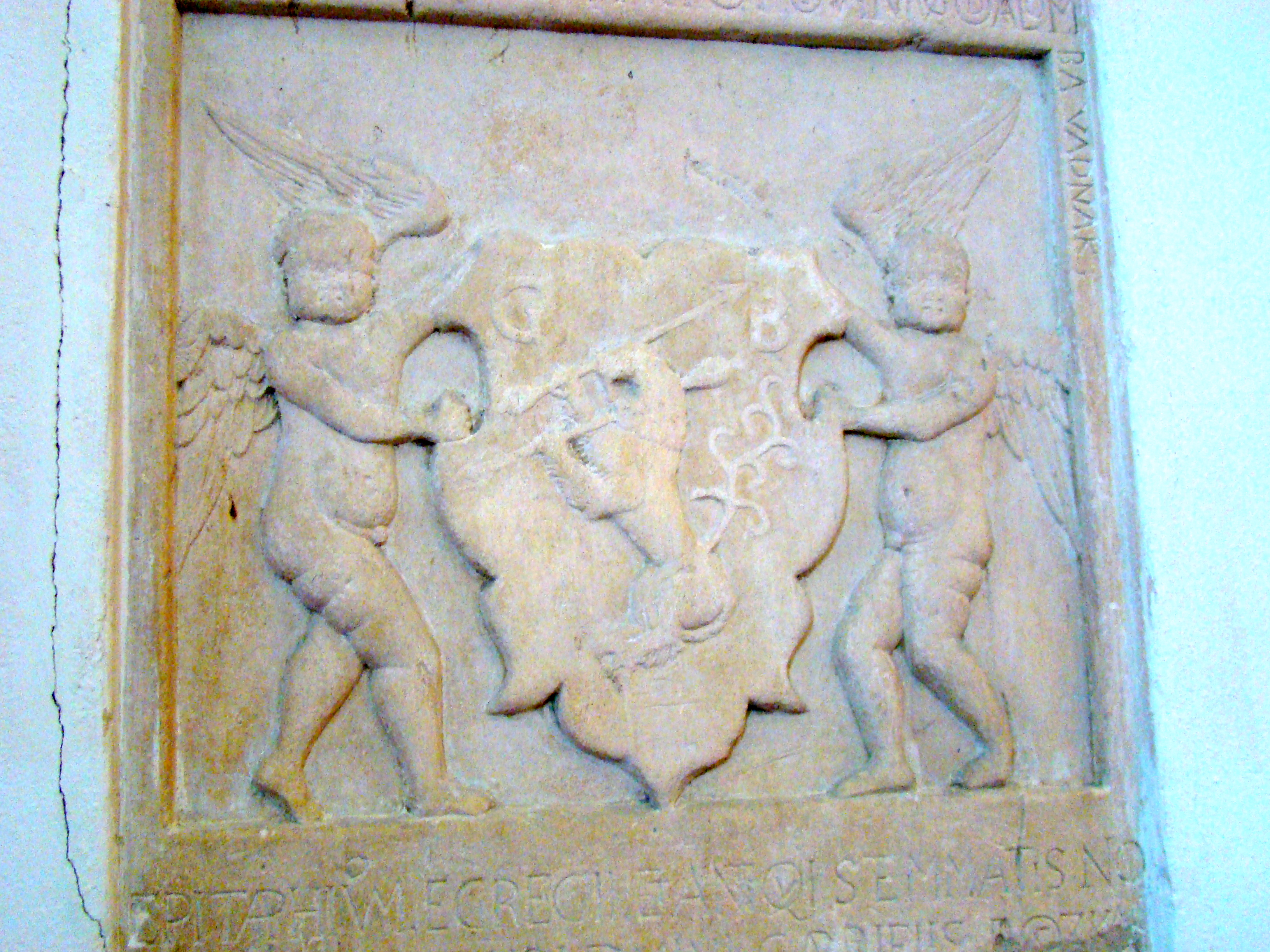
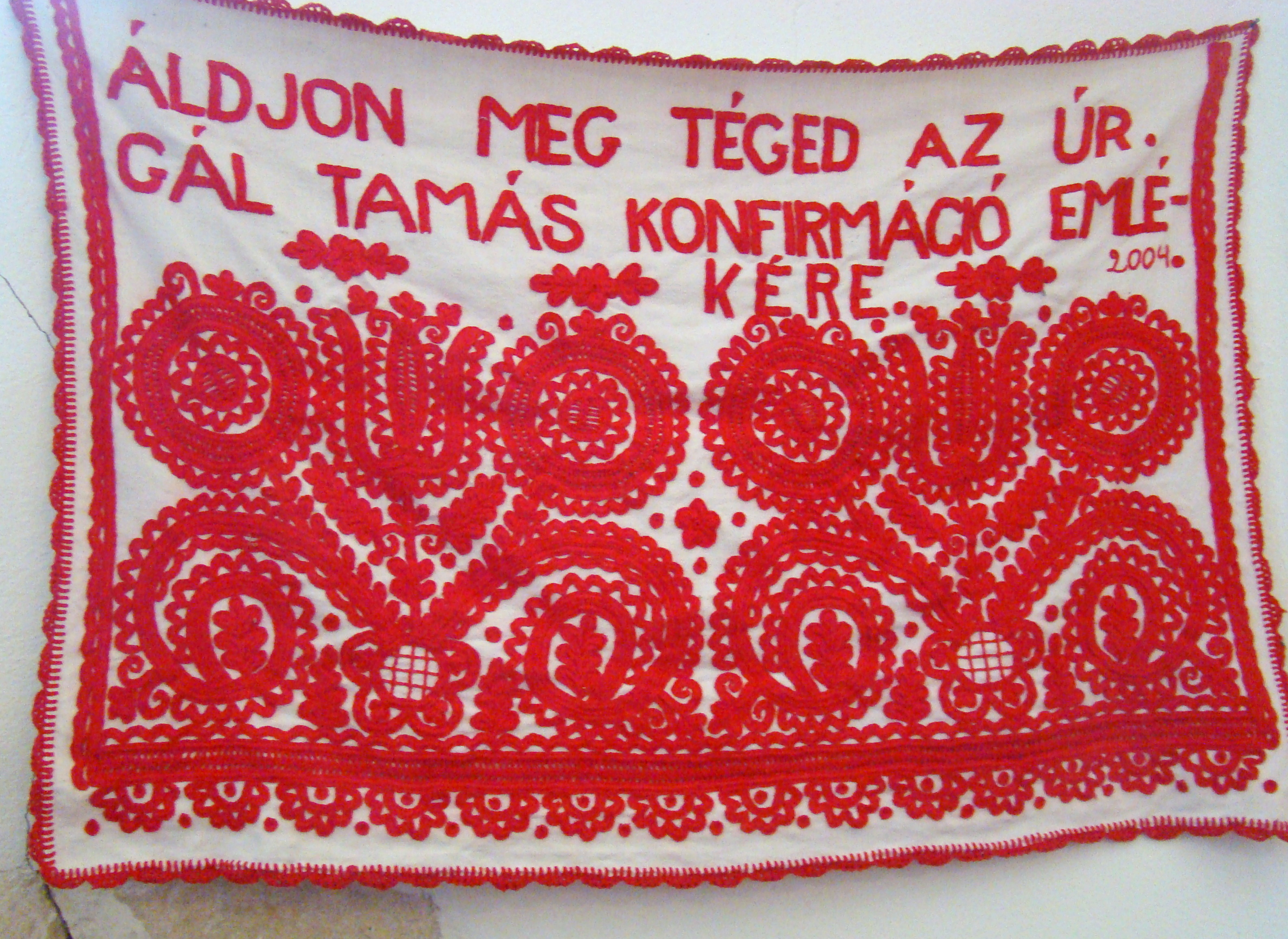
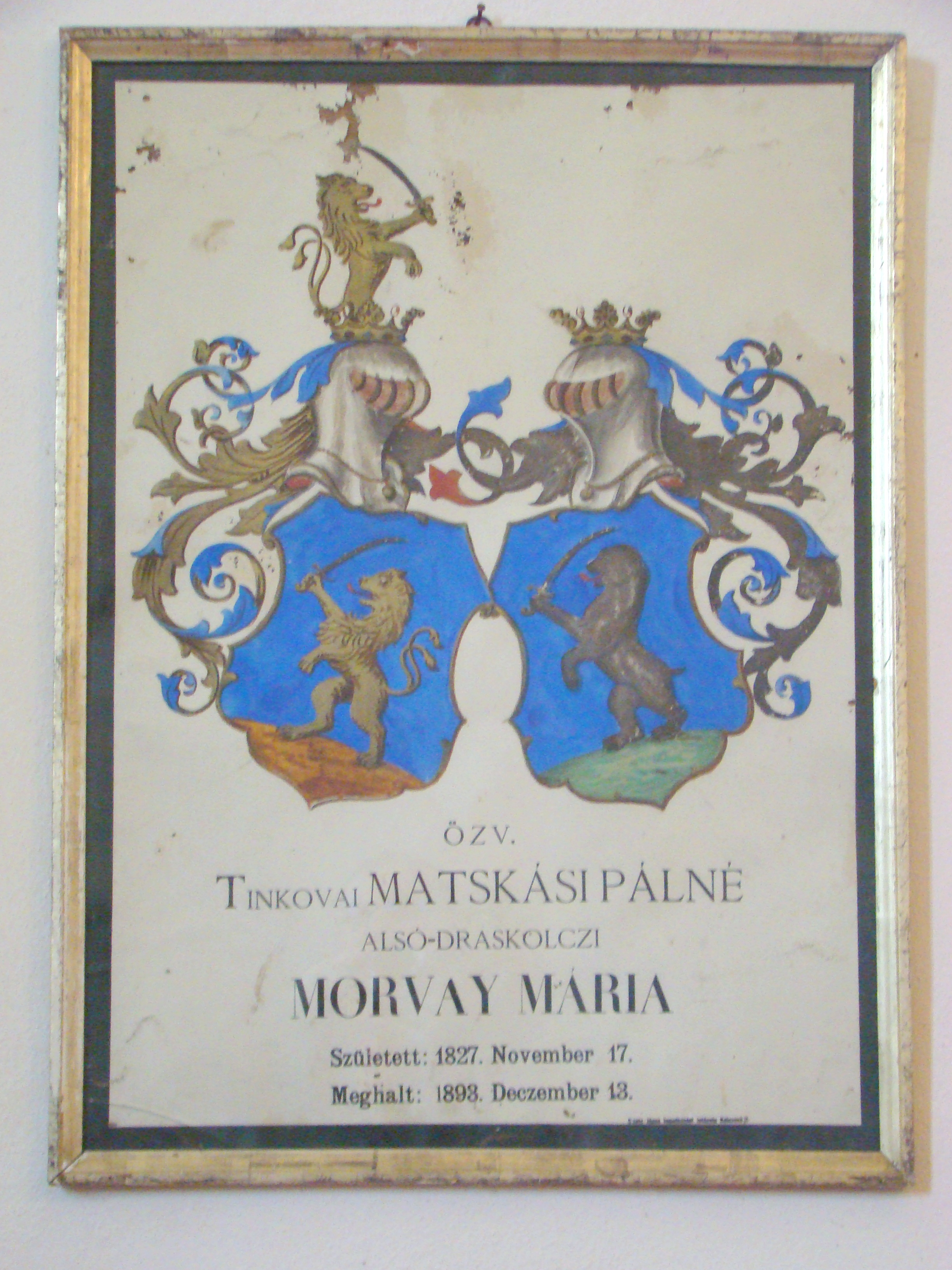
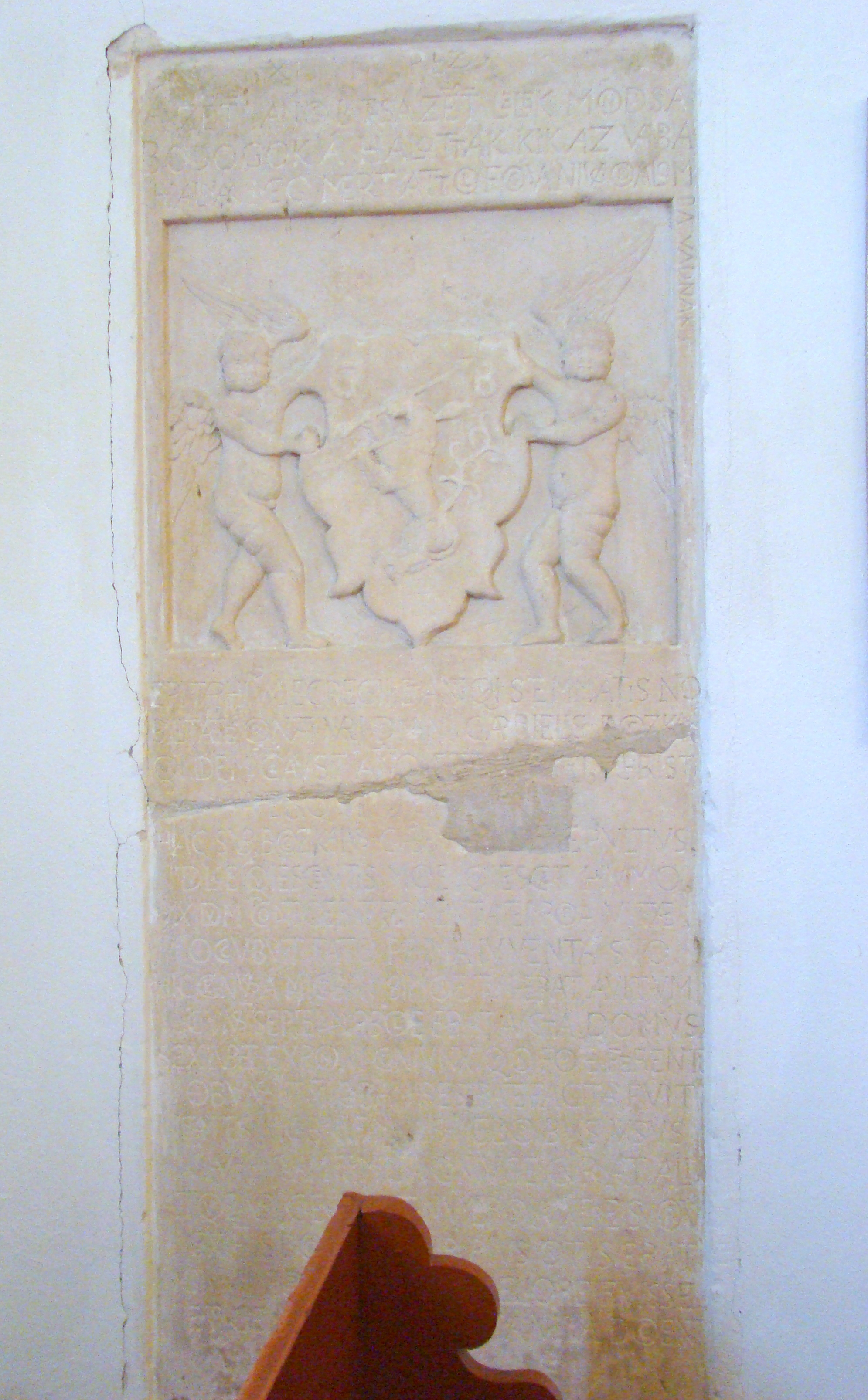
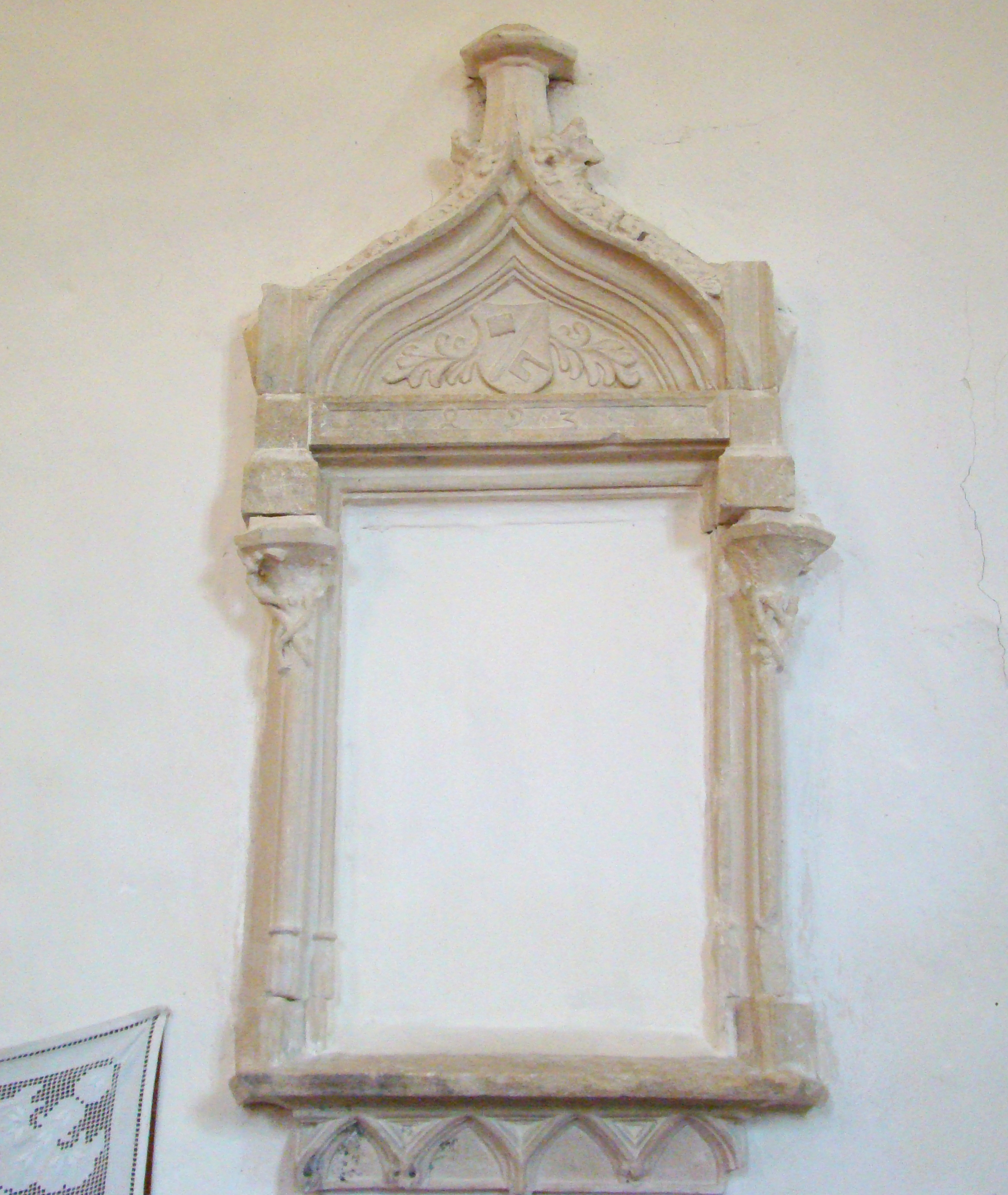
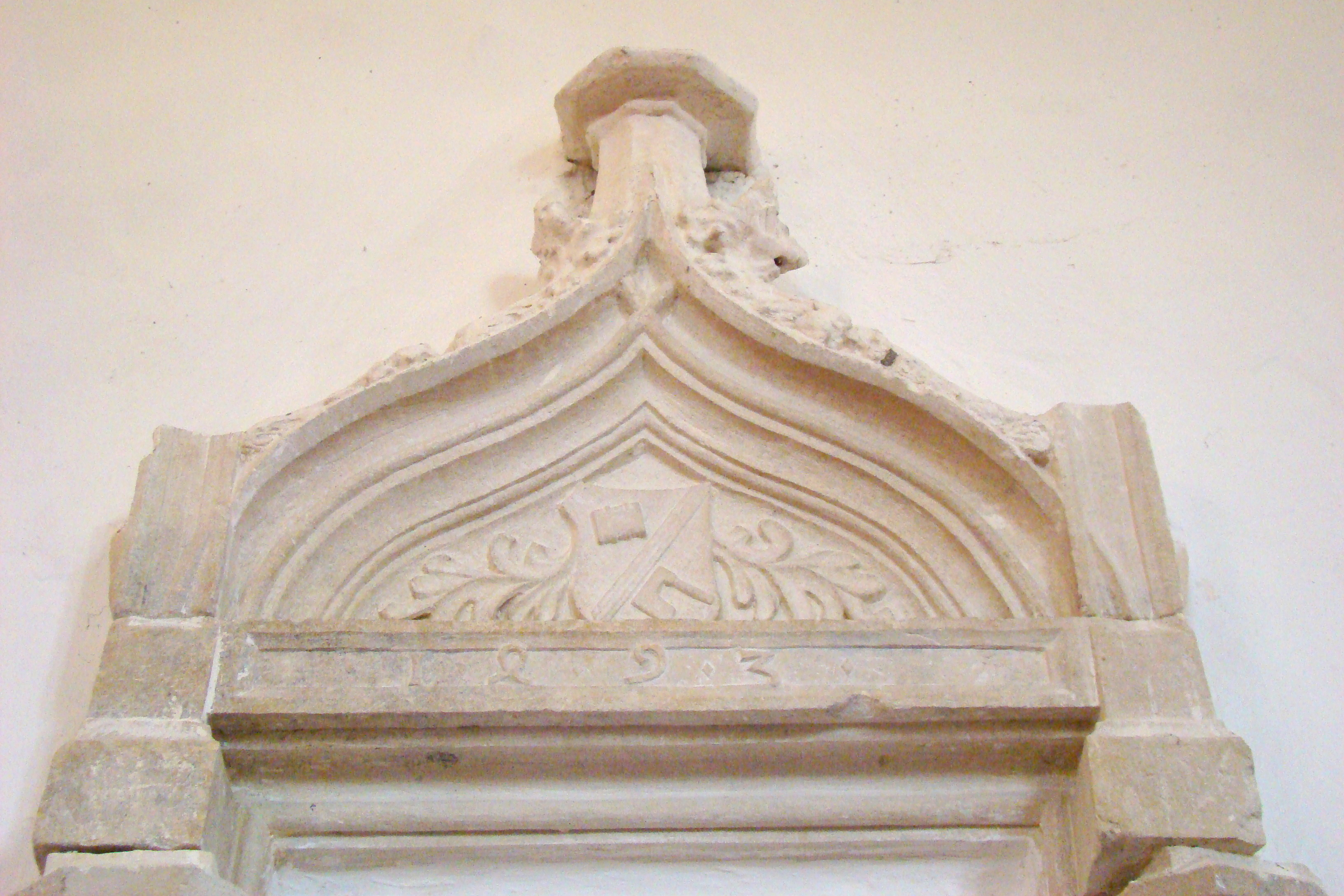
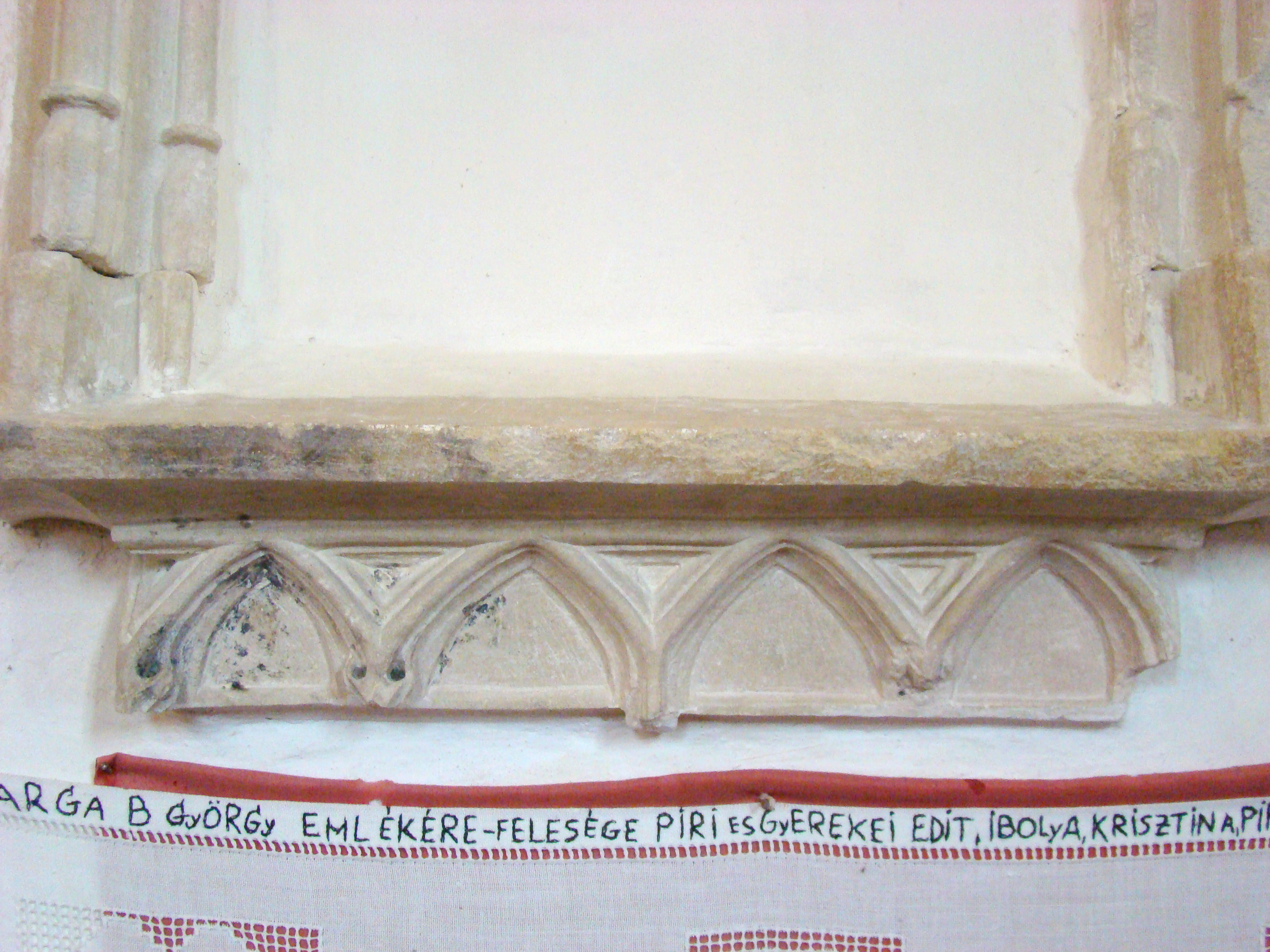
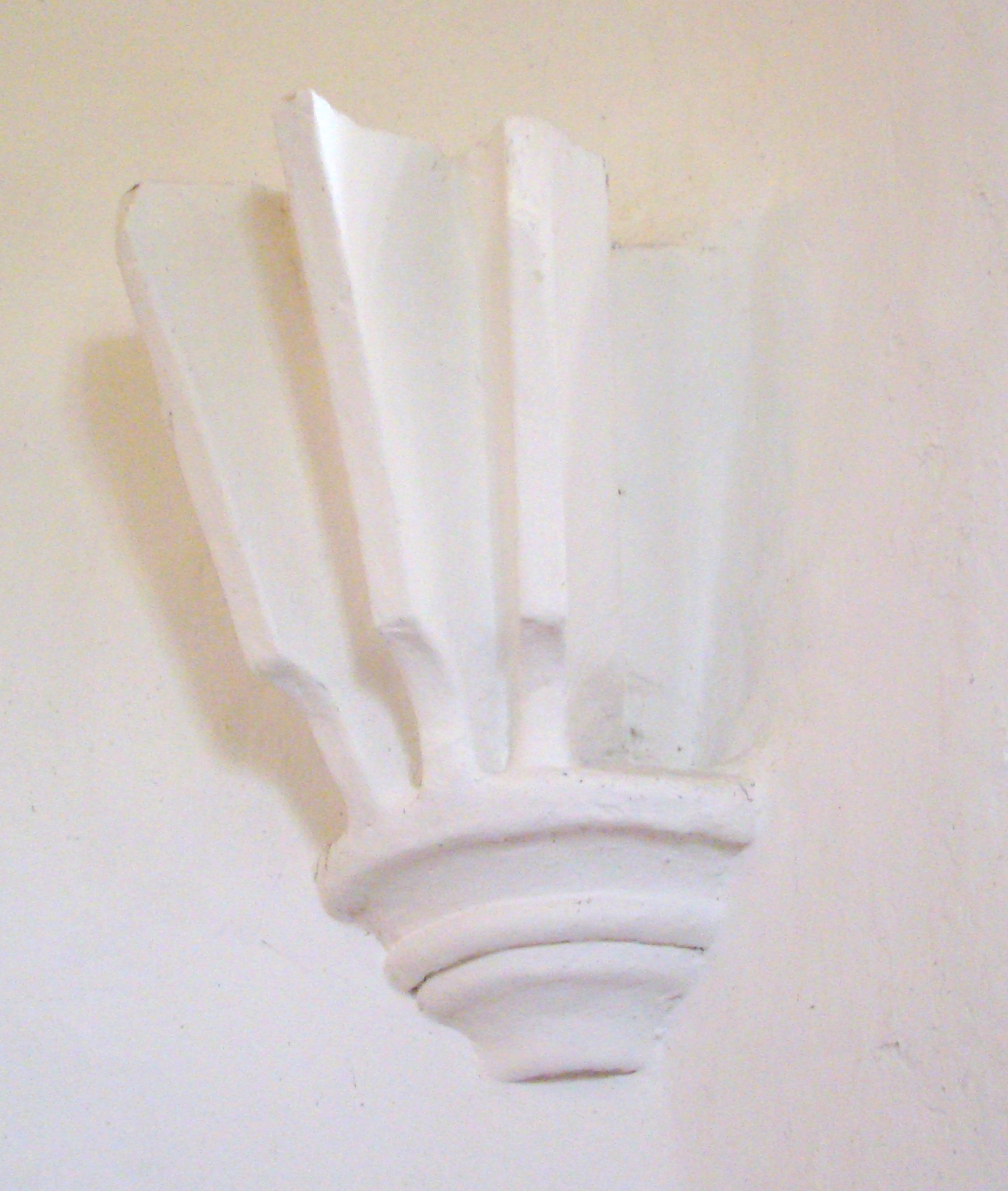
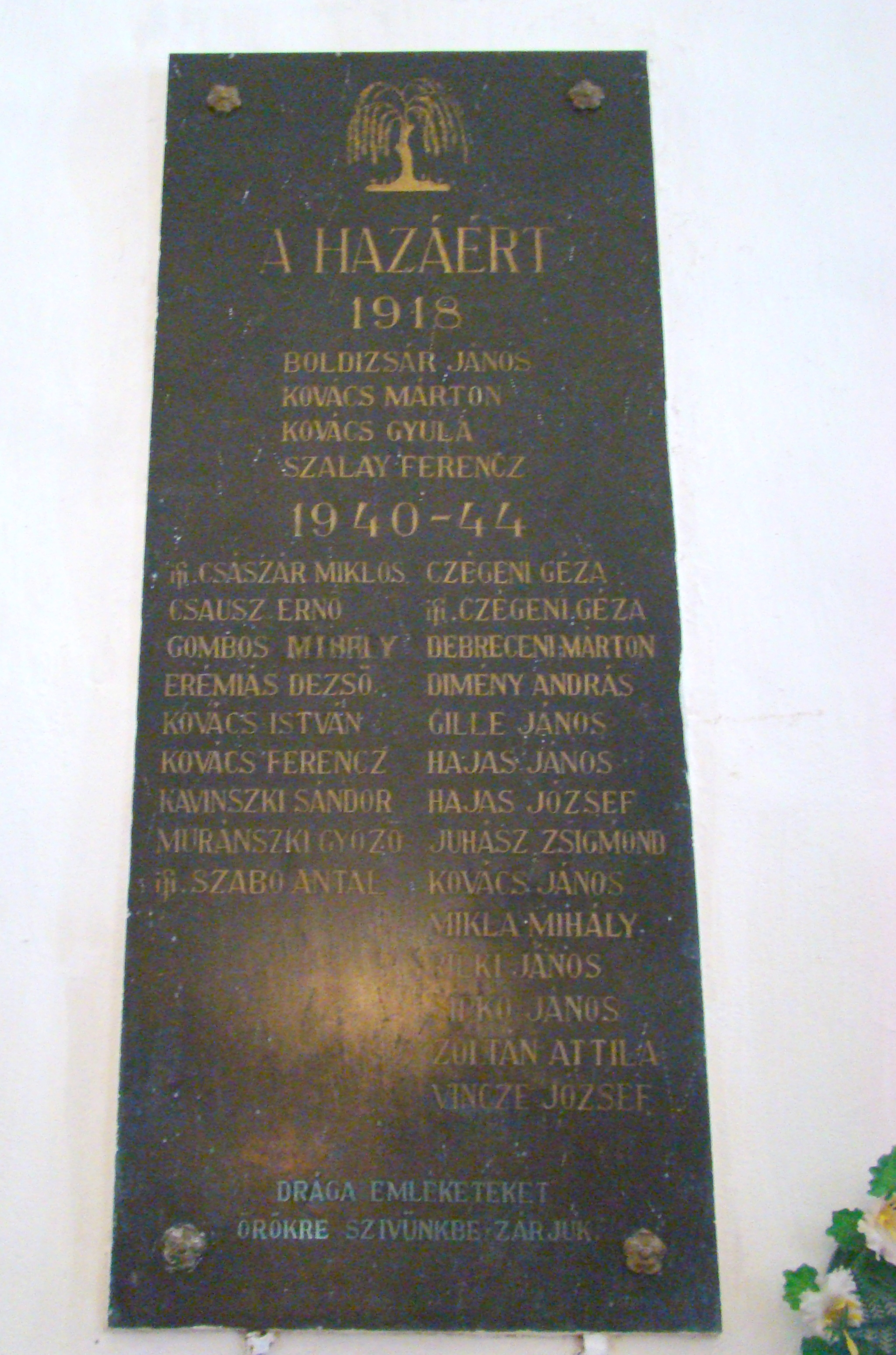
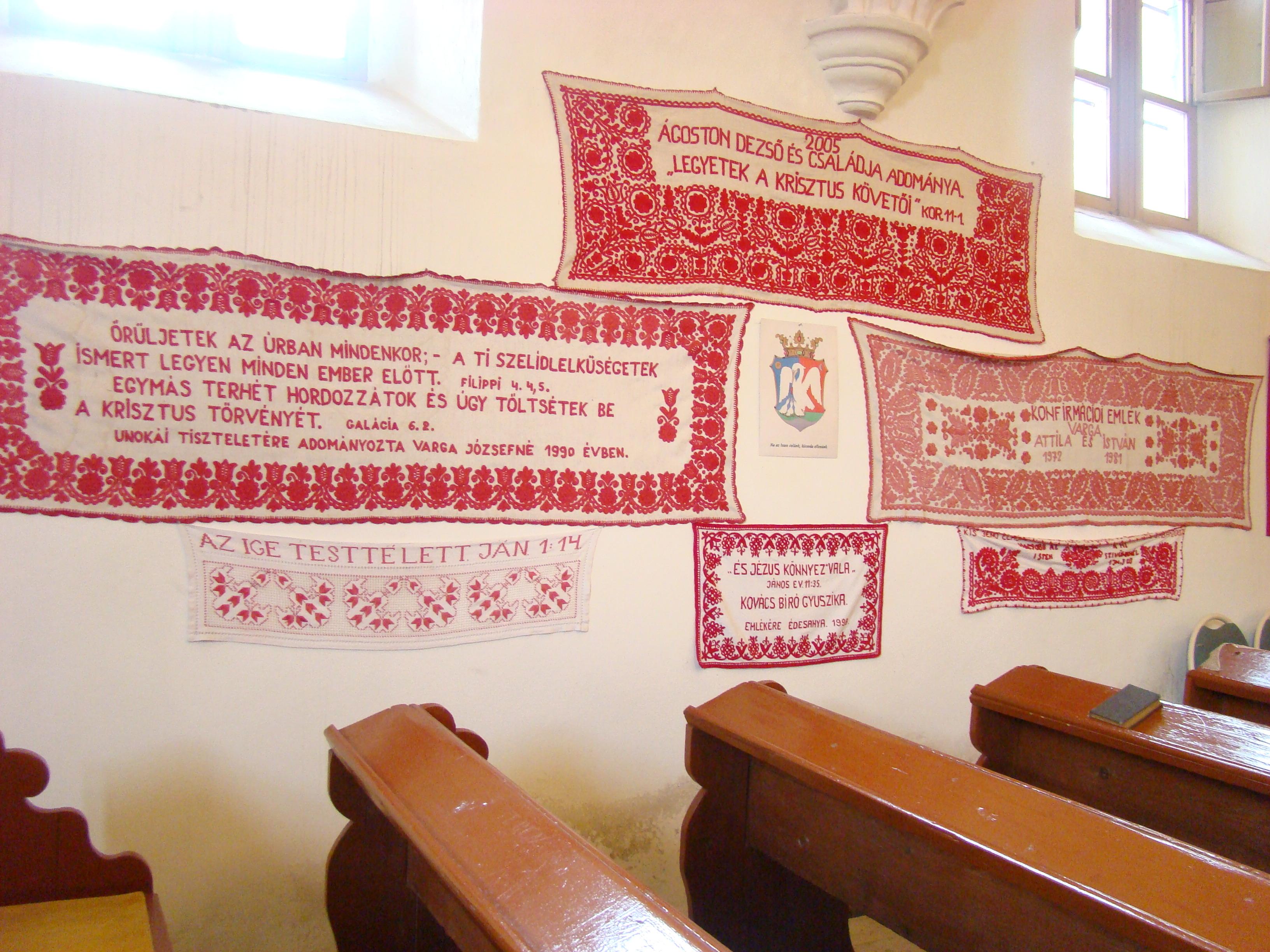
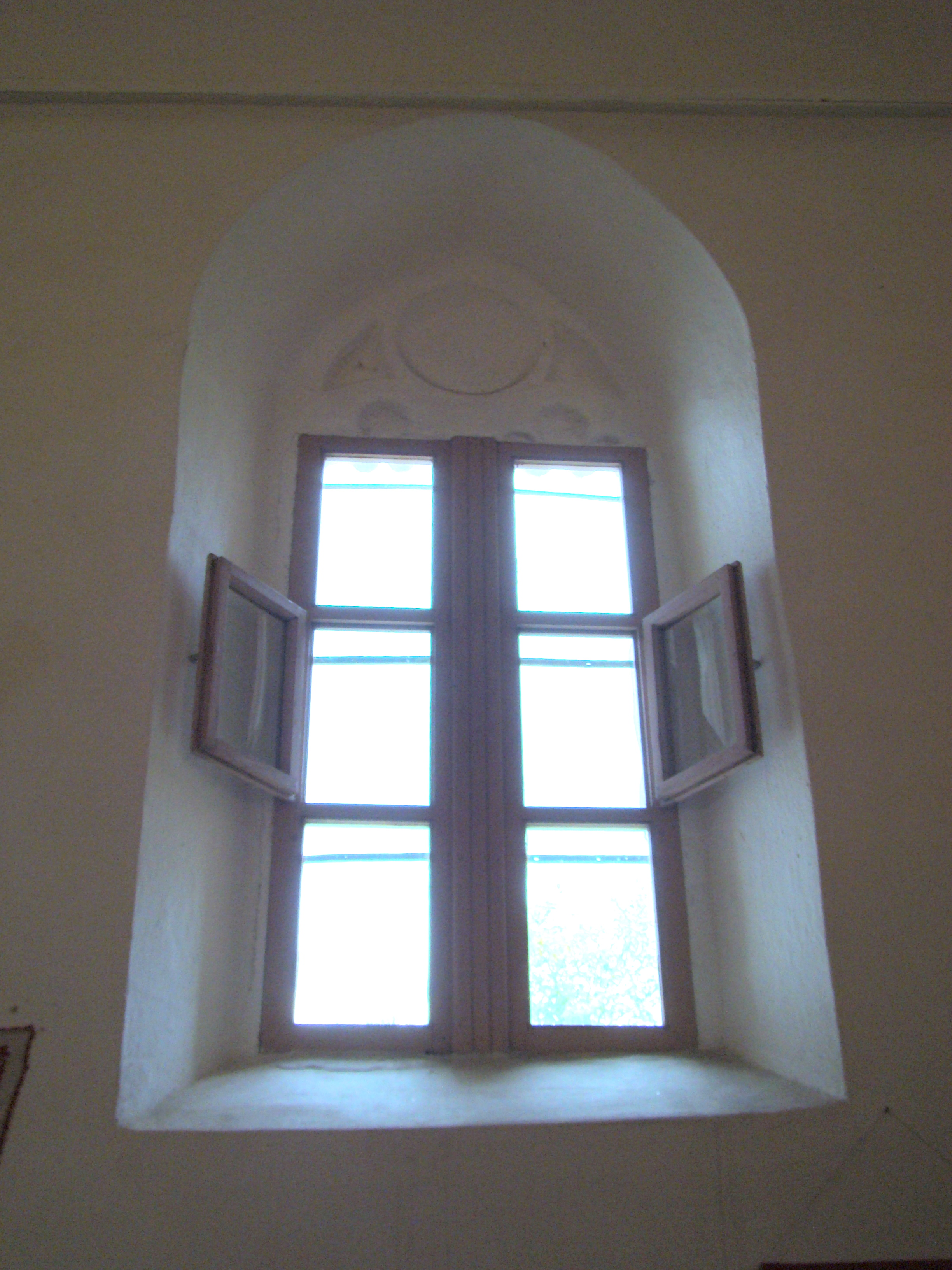
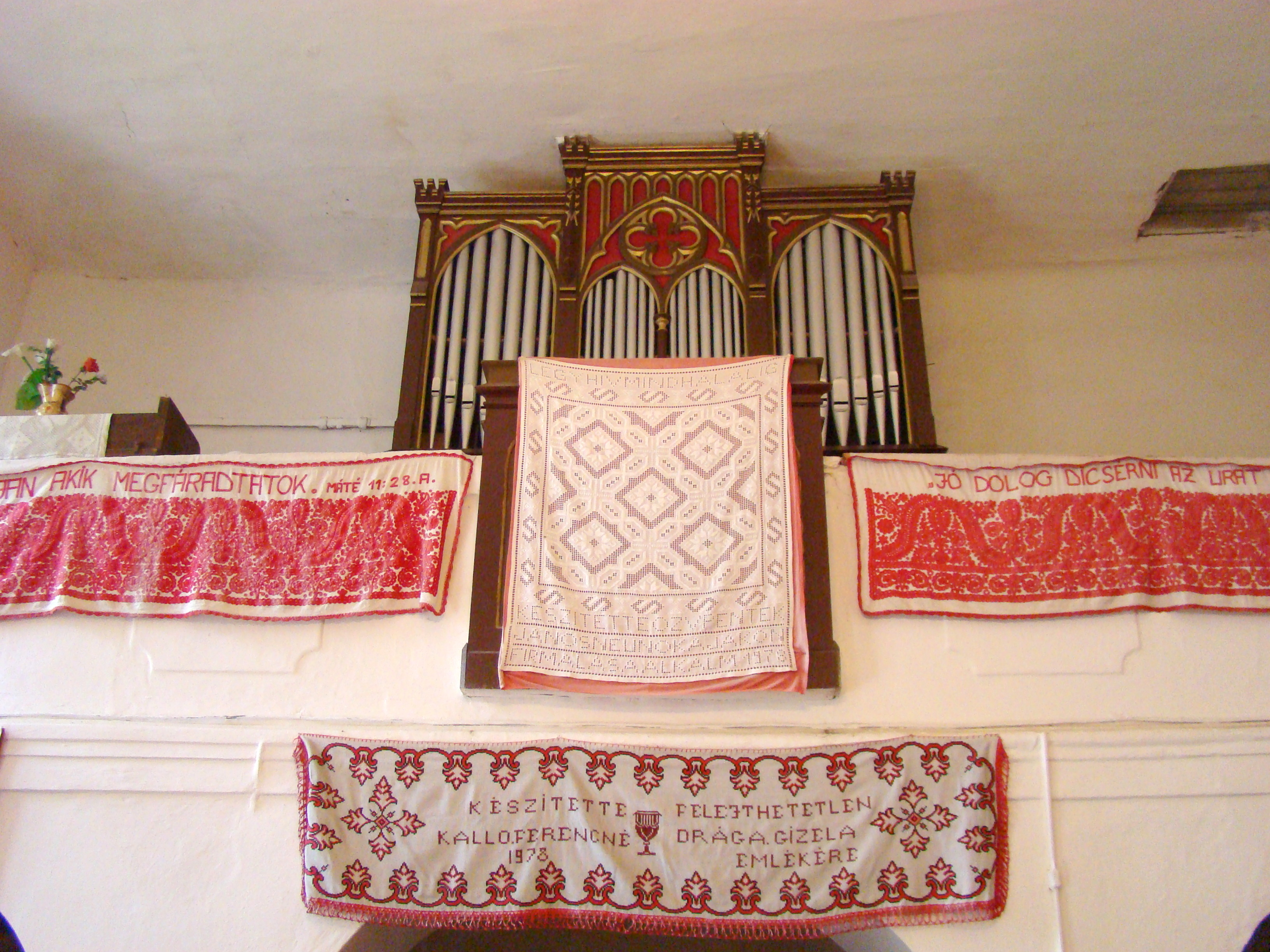
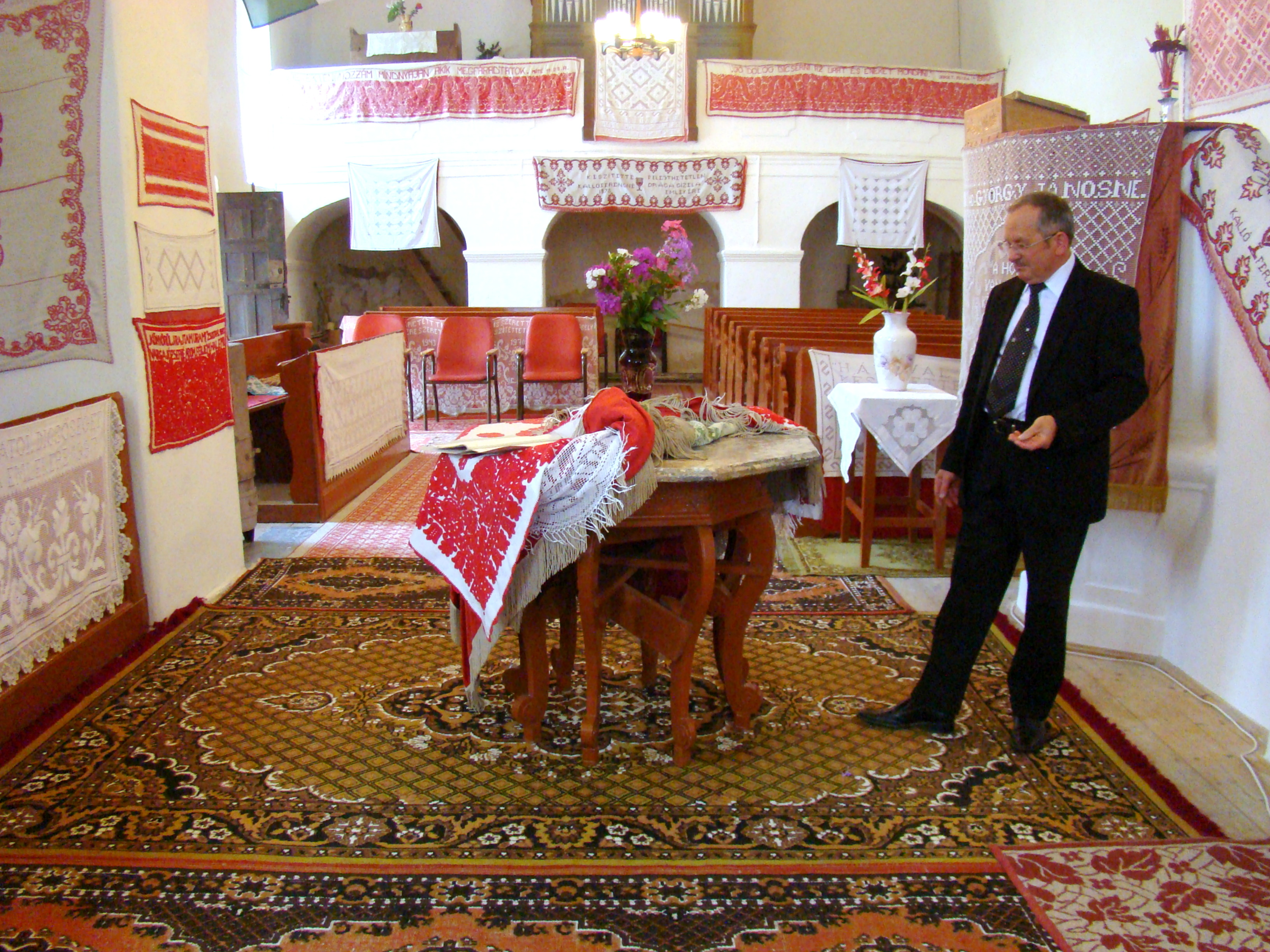
Pastorul reformat din satul Aghireșu
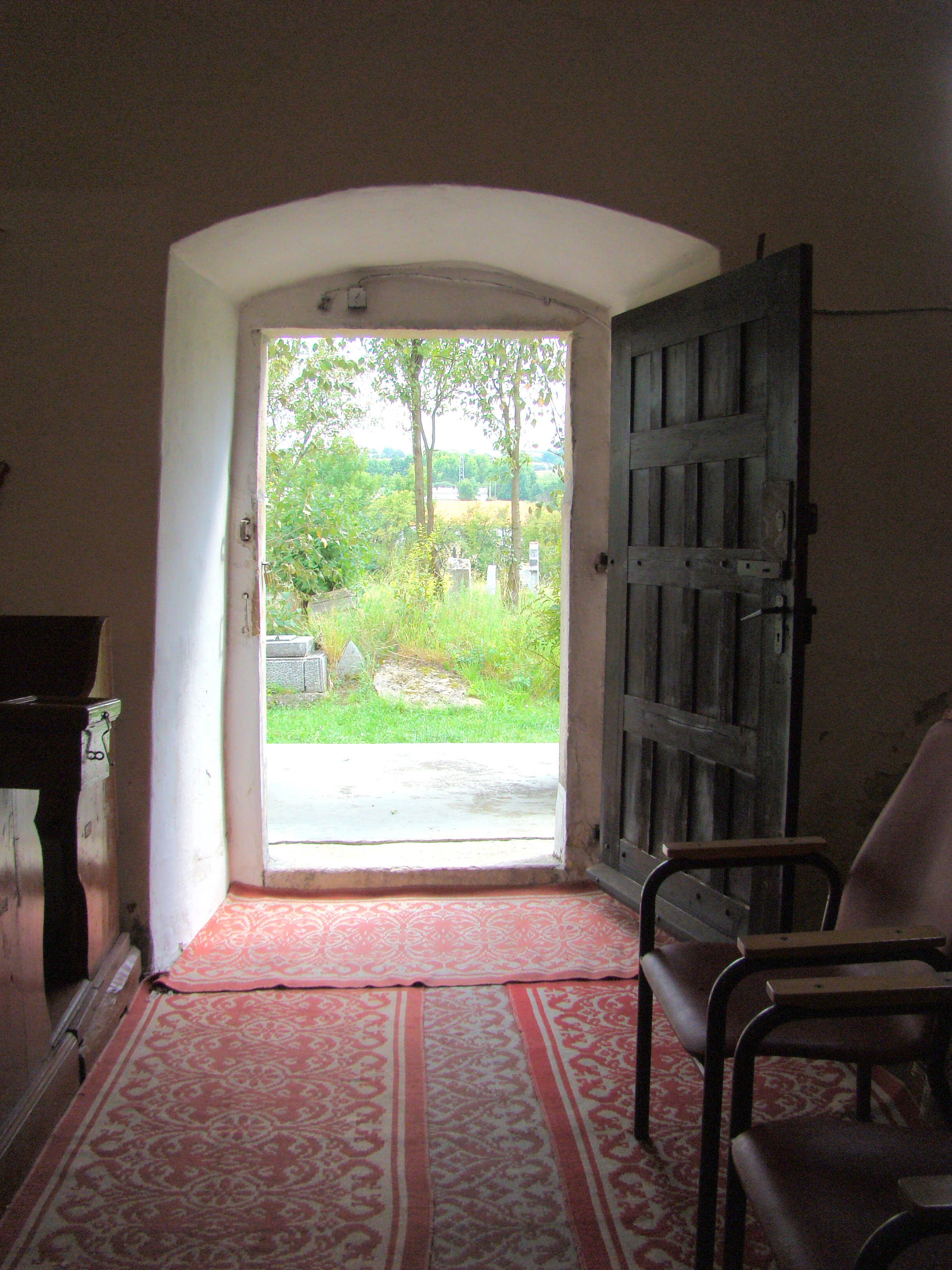